# Biserica de lemn din Căzănești

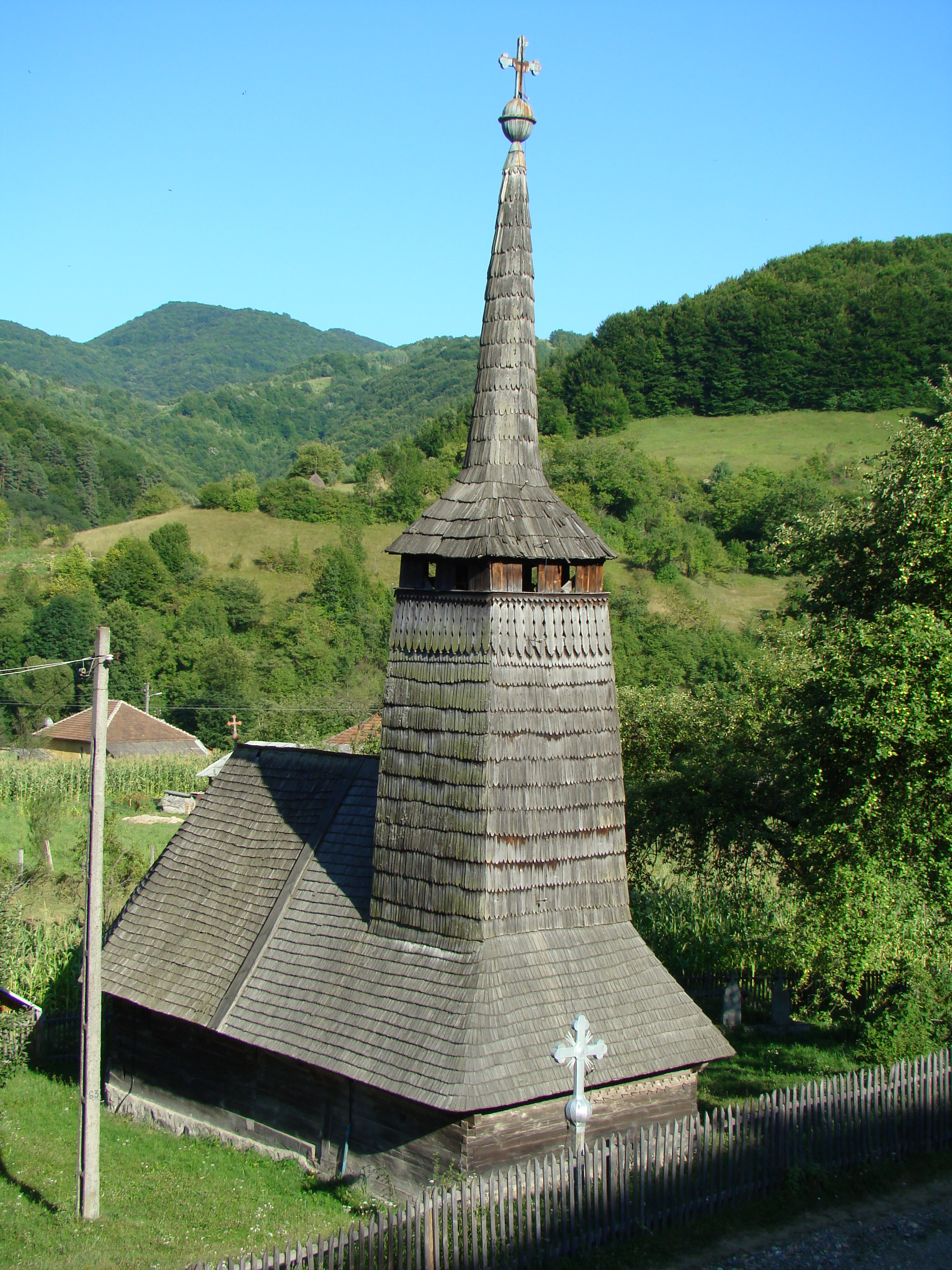
Biserica de lemn „Pogorârea Sfântului Duh” din Căzănești, comuna Vața de Jos, județul Hunedoara, foto: iulie 2009.

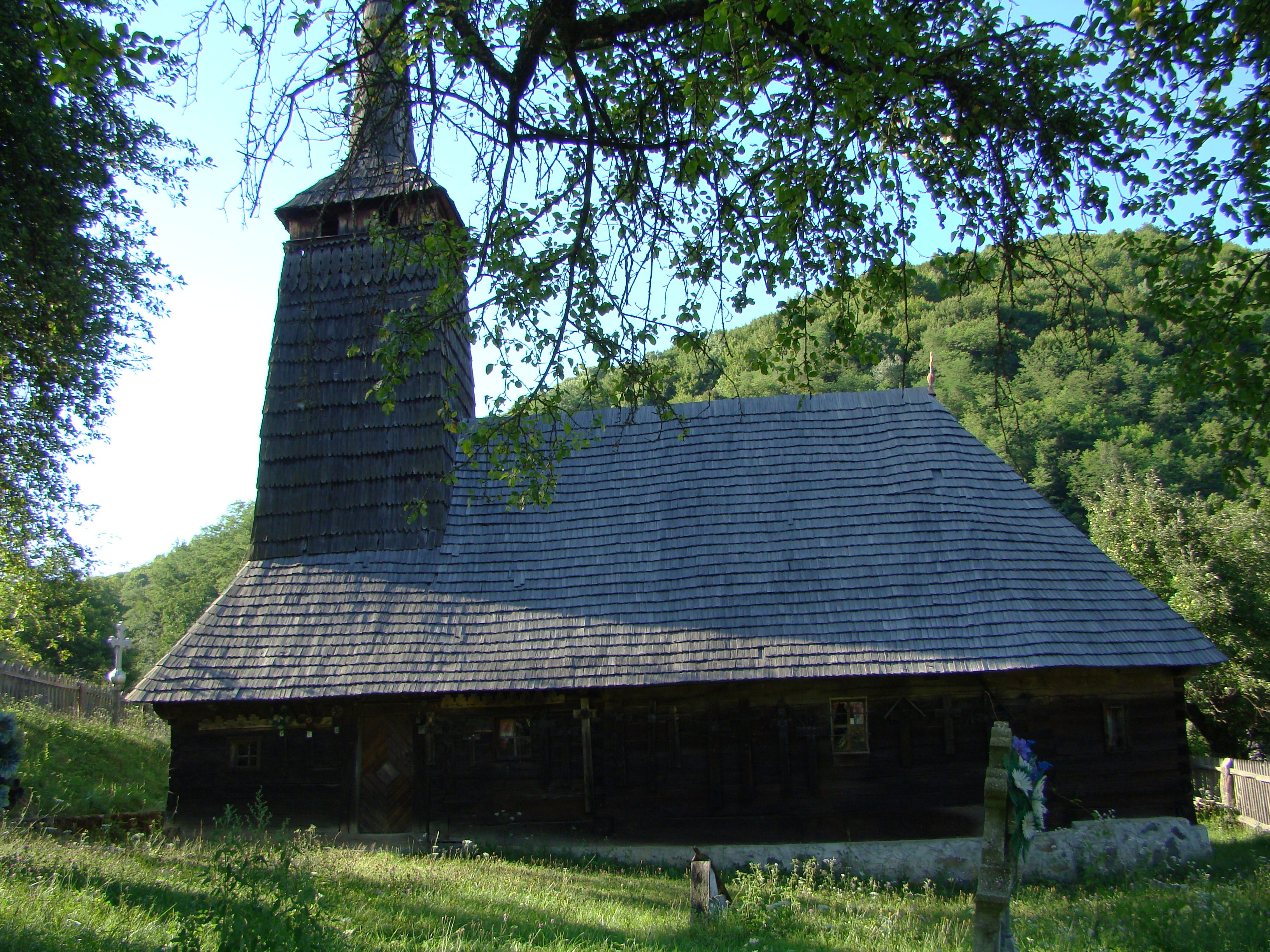
Biserica (sud)

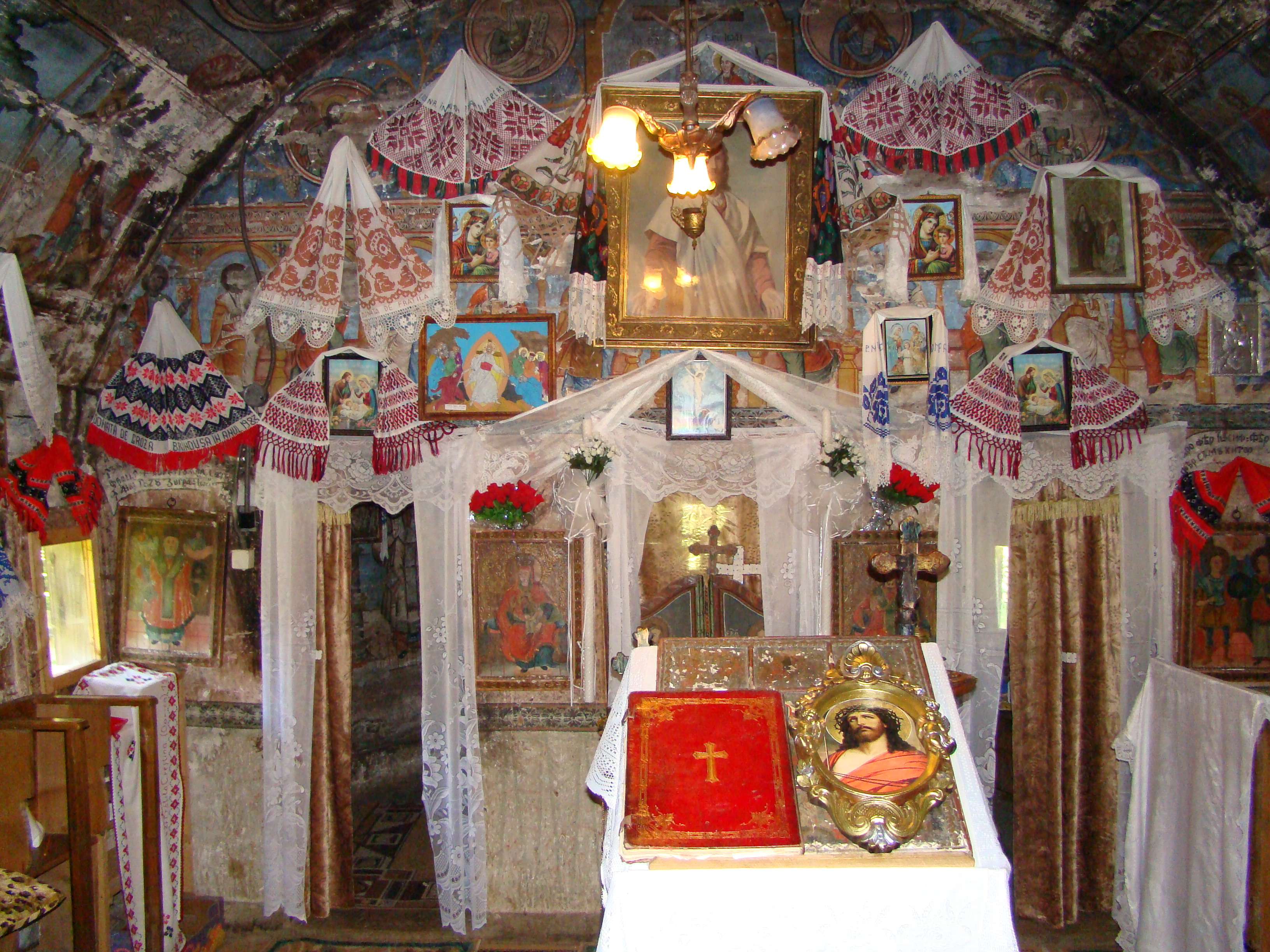
Interiorul navei

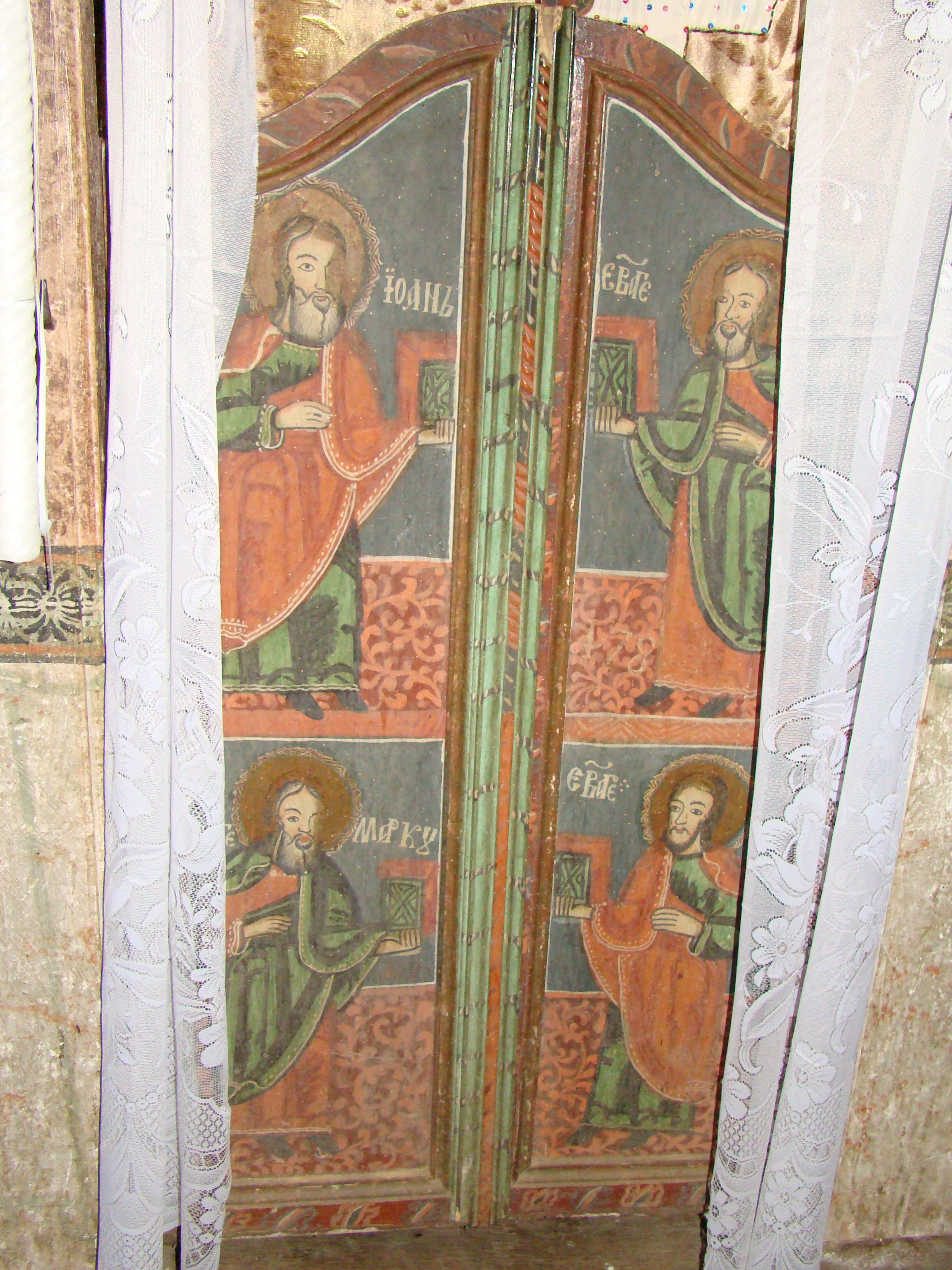
Ușile împărătești: Evangheliștii

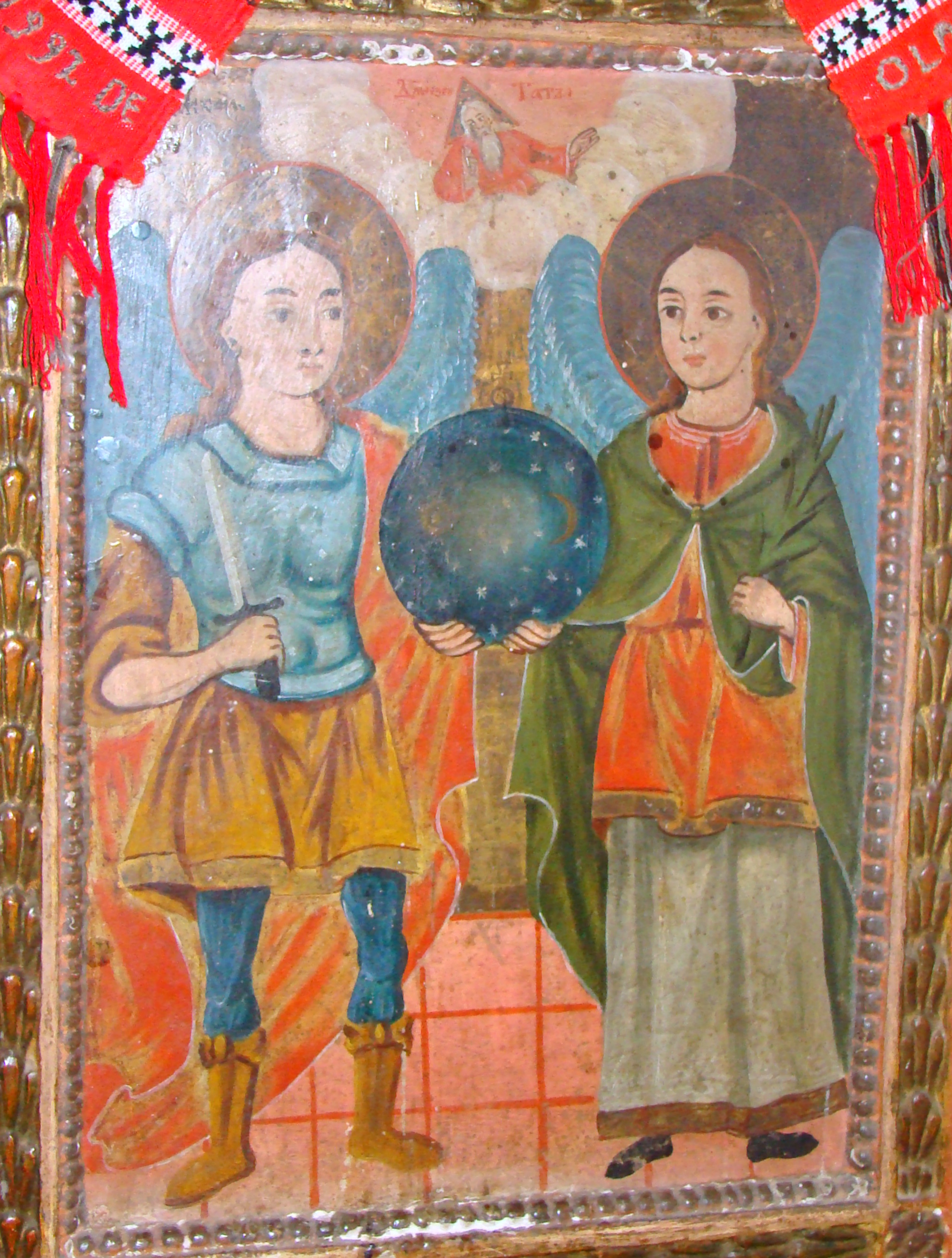
Icoană împărătească: Sfinții Arhangheli

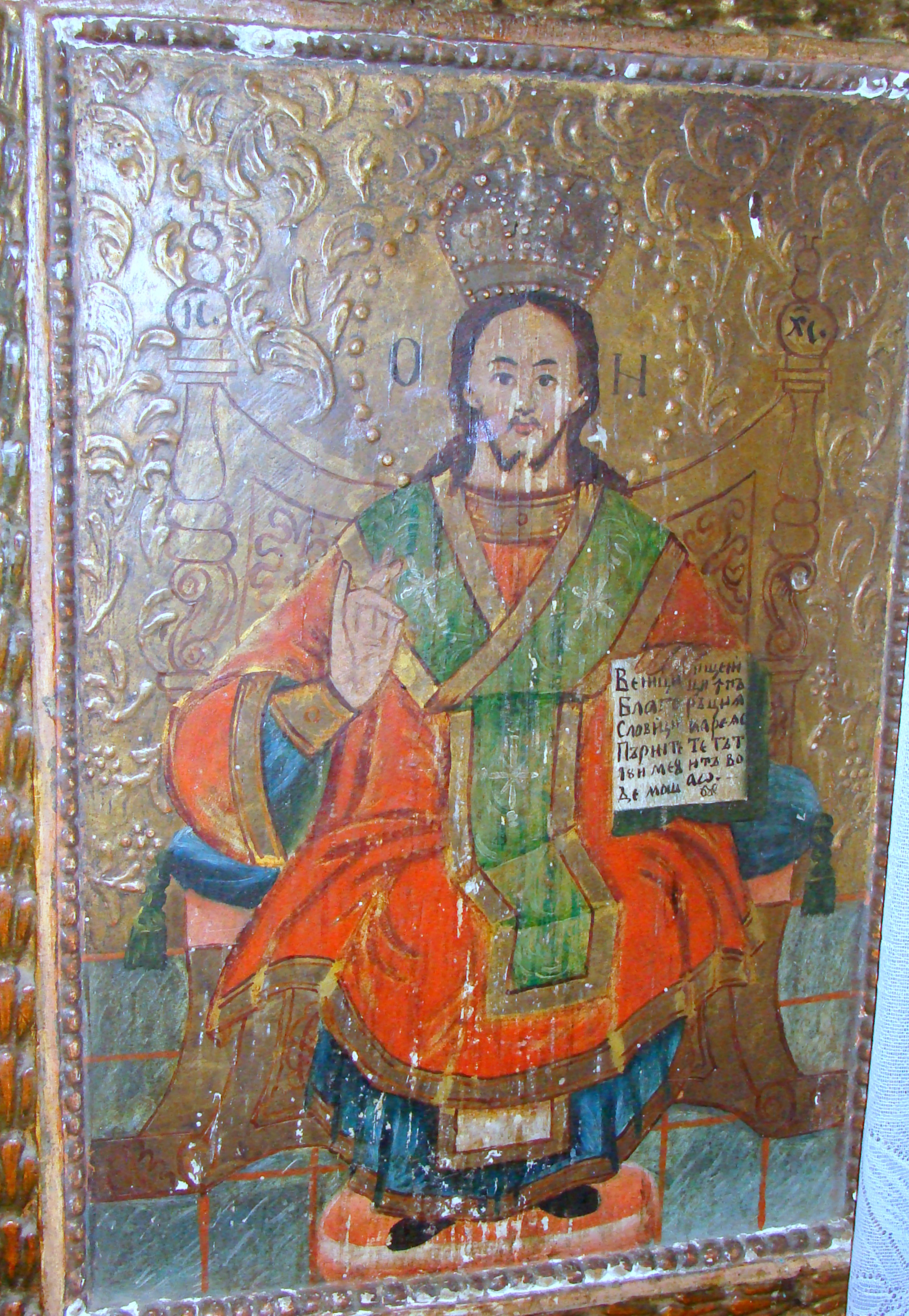
Icoană împărătească: Iisus arhiereu

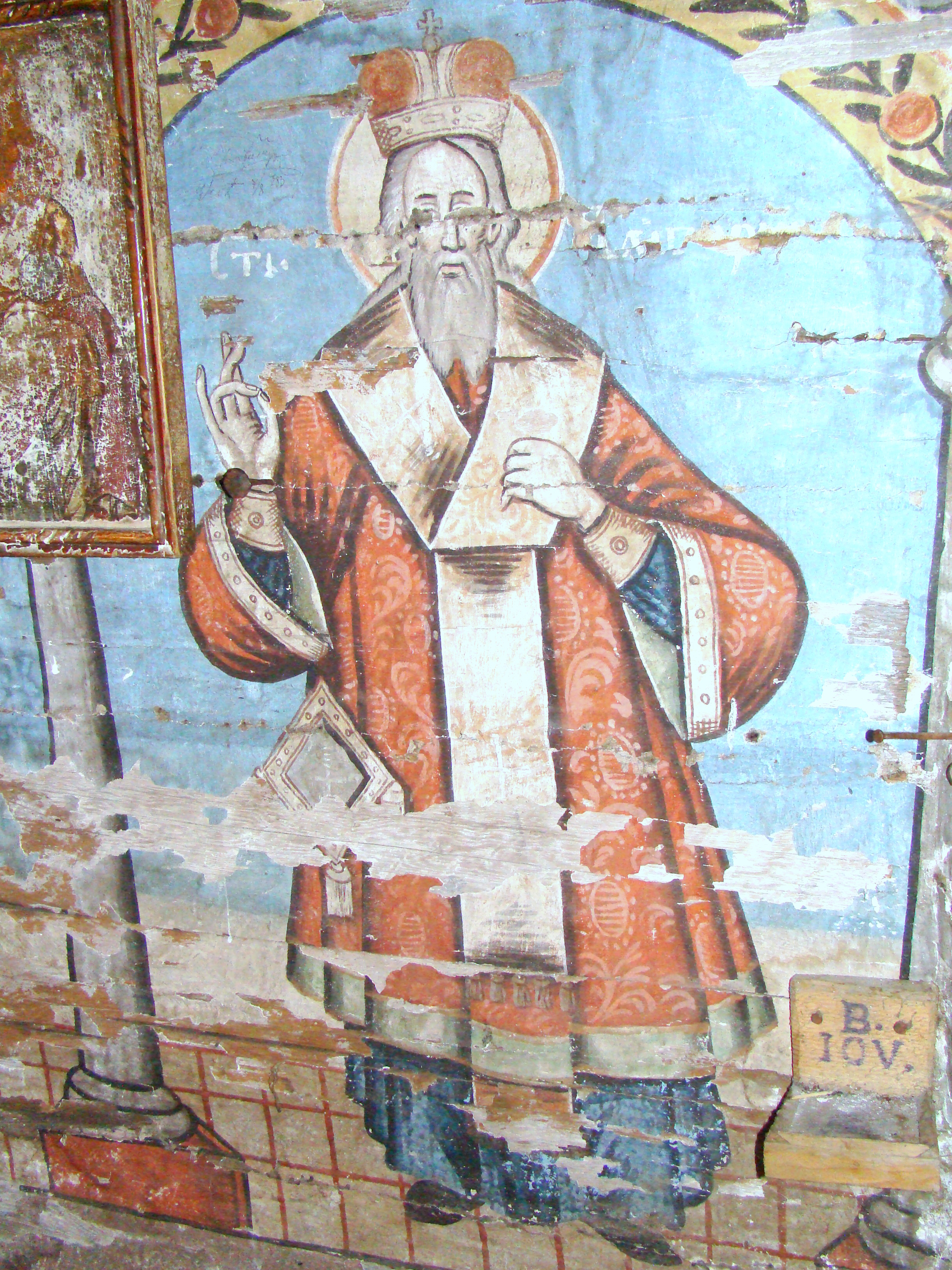
Altar: Sfinții Părinți

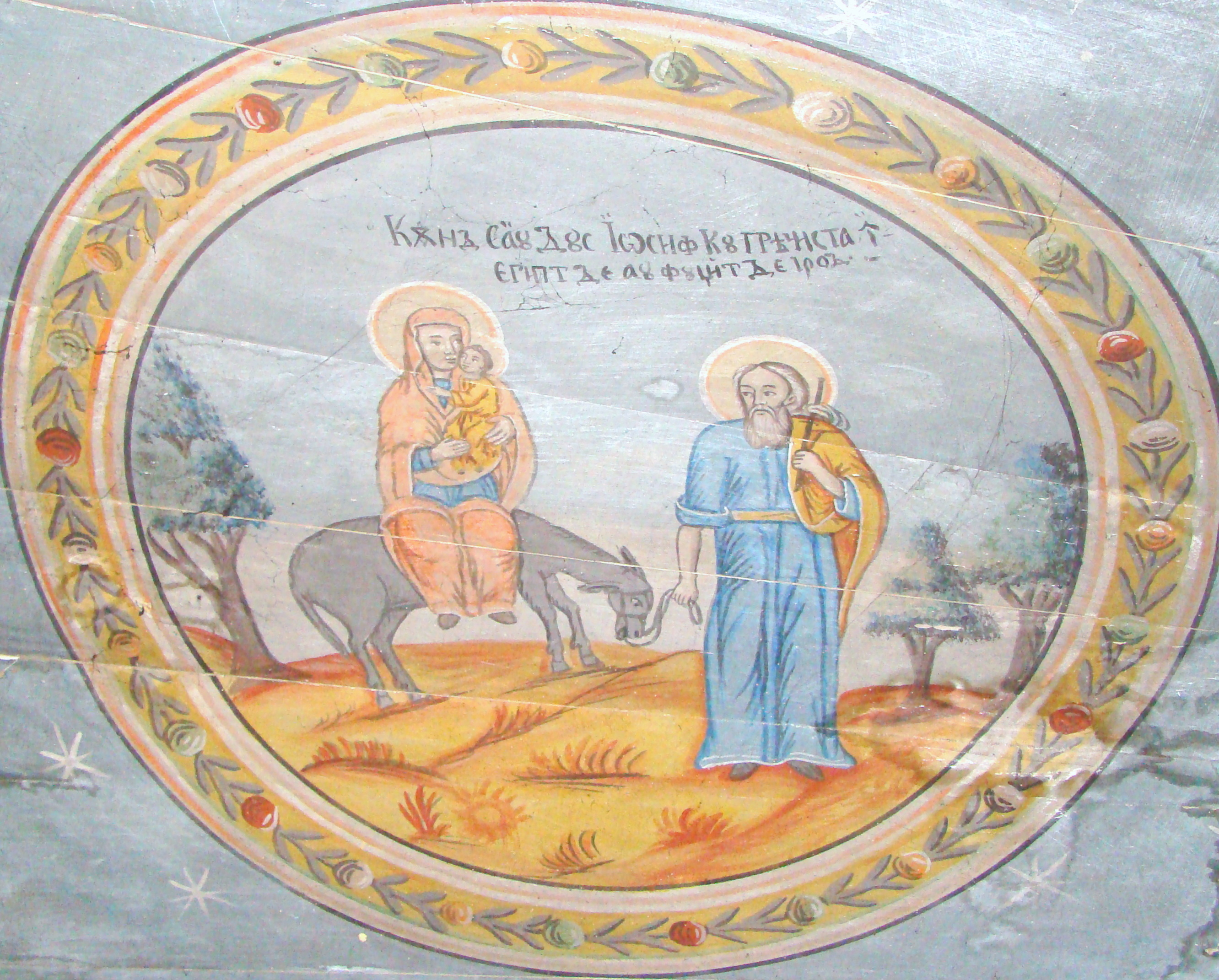
„Când s-au dus Iosif cu Precista în Eghipet de au fugit de Irod”

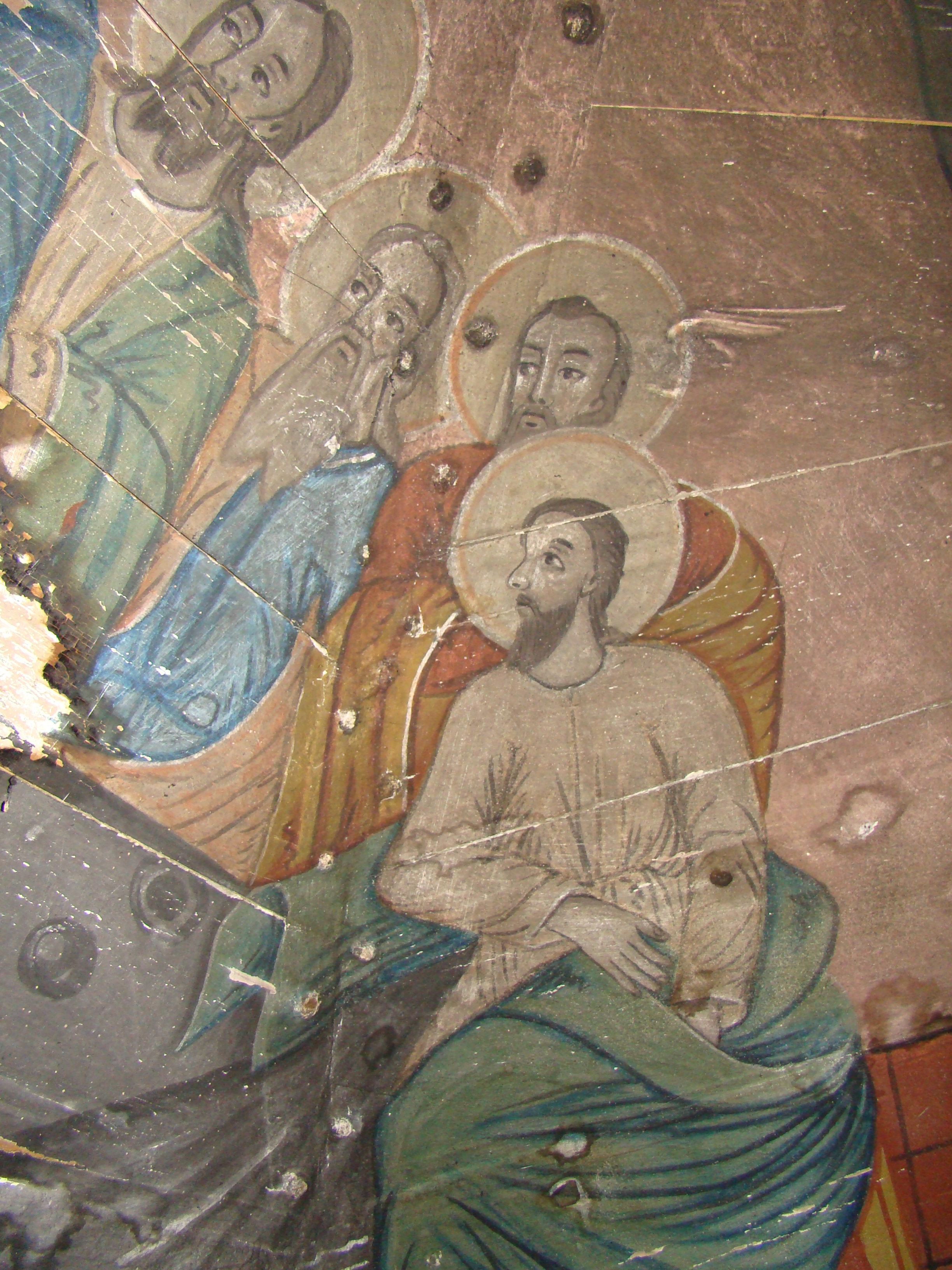
Cina cea de Taină

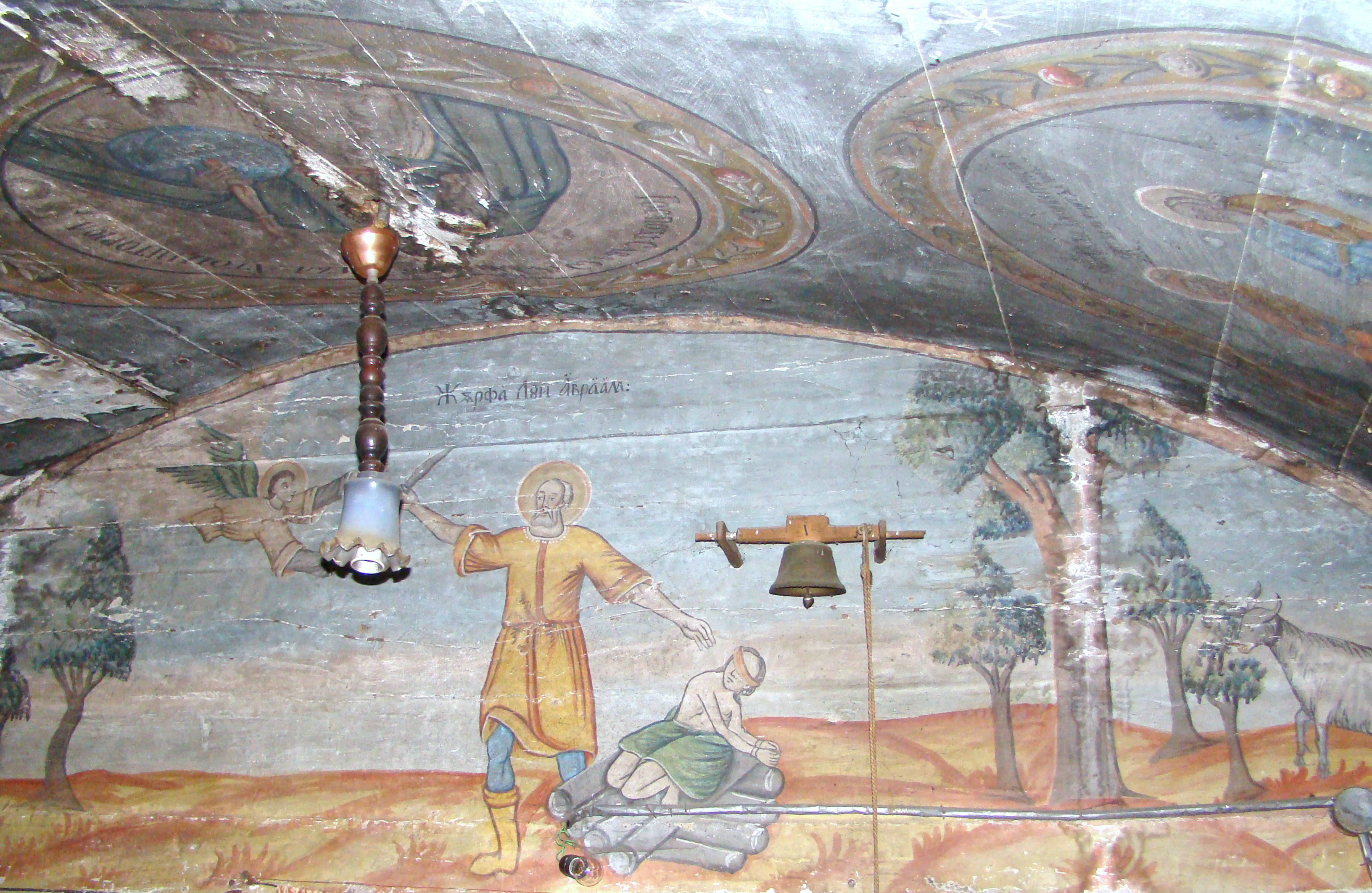
Jertfa lui Avraam

Biserica de lemn din Căzănești, comuna Vața de Jos, județul Hunedoara a fost ridicată în secolul XVII, mărită în secolul XIX. Are hramul „Pogorârea Sfântului Duh” (a 8-a Duminică după Paști) și figurează pe noua listă a monumentelor istorice, cod LMI HD-II-m-A-03287. Este una din cele mai valoroase biserici de lemn hunedorene, prin vechimea ei, stilul arhitectural și pictura murală, atât cât s-a mai păstrat din ea.

## Istoric
Biserica cu hramul „Pogorârea Sfântului Duh” din satul Căzănești este unul din puținele monumente de acest fel care poate fi fotografiat de sus, de la nivelul crucii de pe clopotniță, și asta pentru că, deși lunca largă de la confluența văilor Crișoaia și Cerboaia, unde este așezată localitatea, este înconjurată de nenumărate dealuri, strămoșii căzăneștilor au ales locul pentru biserică în luncă, chiar la poala unui deal stâncos și golaș. 
Biserica a fost construită în secolul al XVII-lea, planul ei fiind dreptunghiular, cu absida decroșată, poligonală, cu trei laturi. Deasupra pronaosului se ridică clopotnița viguroasă, înaltă, impunătoare, mai largă la bază și îngustându-se pe măsură ce se apropie de foișorul în console, frumos împodobit cu scânduri traforate și coiful înalt, ascuțit. 
Întreaga clopotniță, ca și acoperișul bisericii, sunt învelite în șiță. 
Monumentul a fost amplificat spre vest, prin adăugarea actualului pronaos (și a clopotniței de deasupra acestuia) probabil în anul 1872. În 1828, pereții cei vechi au fost pictați, pe spatele obștii. Conținutul pisaniei, fără cuvintele șterse de vreme, este următorul: „Această biserică s-au zugrăvit în zilele înălțatului împărat Francisc, cu cheltuiala satului, în anul 1828, zugrav Ioan…paroh Fear Iosif, Fear Iovat, Fear Simu chitori…crâsnic Rafila Avram…”. Se bănuiește că printre cuvintele curățate se aflau și cele ce numeau un al doilea zugrav, pe M. Borsos, a cărui prezență se resimte în decorul floral din chenare, în iconografia altarului, în trăirile unor personaje, în compunerea Judecății de Apoi (a doua venire), așternută pe peretele de vest al naosului, împreună cu două scene din patimile lui Isus Hristos.
Partea superioară a bolții naosului, cu pictura deteriorată (ca și în restul bisericii), conține reprezentările: Sfânta Troiță, Maria Orantă, evangheliștii. Registrul de la naștere al bolții este dedicat ciclului hristologic, scenele fiind separate prin benzi de culoare. Pentru izbutita lor realizare artistică se remarcă: „Când s-au rugat Hristos îndeosebi”; „Când l-au pus pre Hristos pe cruce de l-au bătut”; „Când l-au ridicat pe Hristos” (de fapt, luarea de pe cruce, cu frumosul chip de țăran al lui Iosif). Pe suprafața pereților verticali, în nișe cu bogat decor floral, sunt zugrăviți sfinți mucenici și militari. Remarcăm, de pe peretele de sud, pe împărații Constantin și Elena, zugrăviți într-o plăcută cromatică. 
Programul iconografic al altarului este compus din temele „Gospot Savaot tatăl Atotțiitorul” (pe fundalul înstelat al bolții); „Când s-au dus Iosif cu Precista în Eghipet de au fugit de Irod”; „Când a omorât Cain pe Abel” (în cerc, în nordul și respectiv sudul bolții); „Cina cea de taină” (în est).

## Imagini din interior

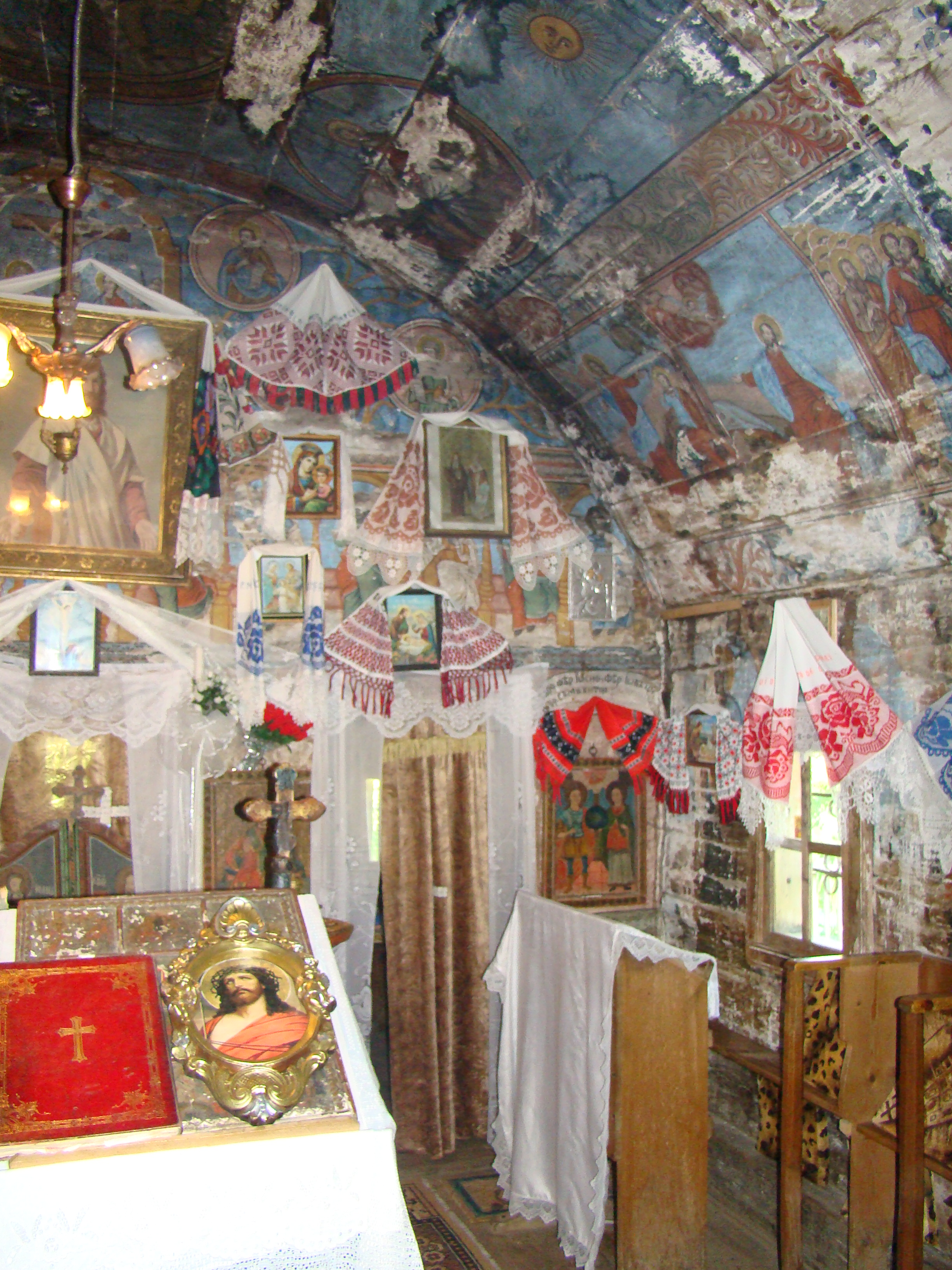
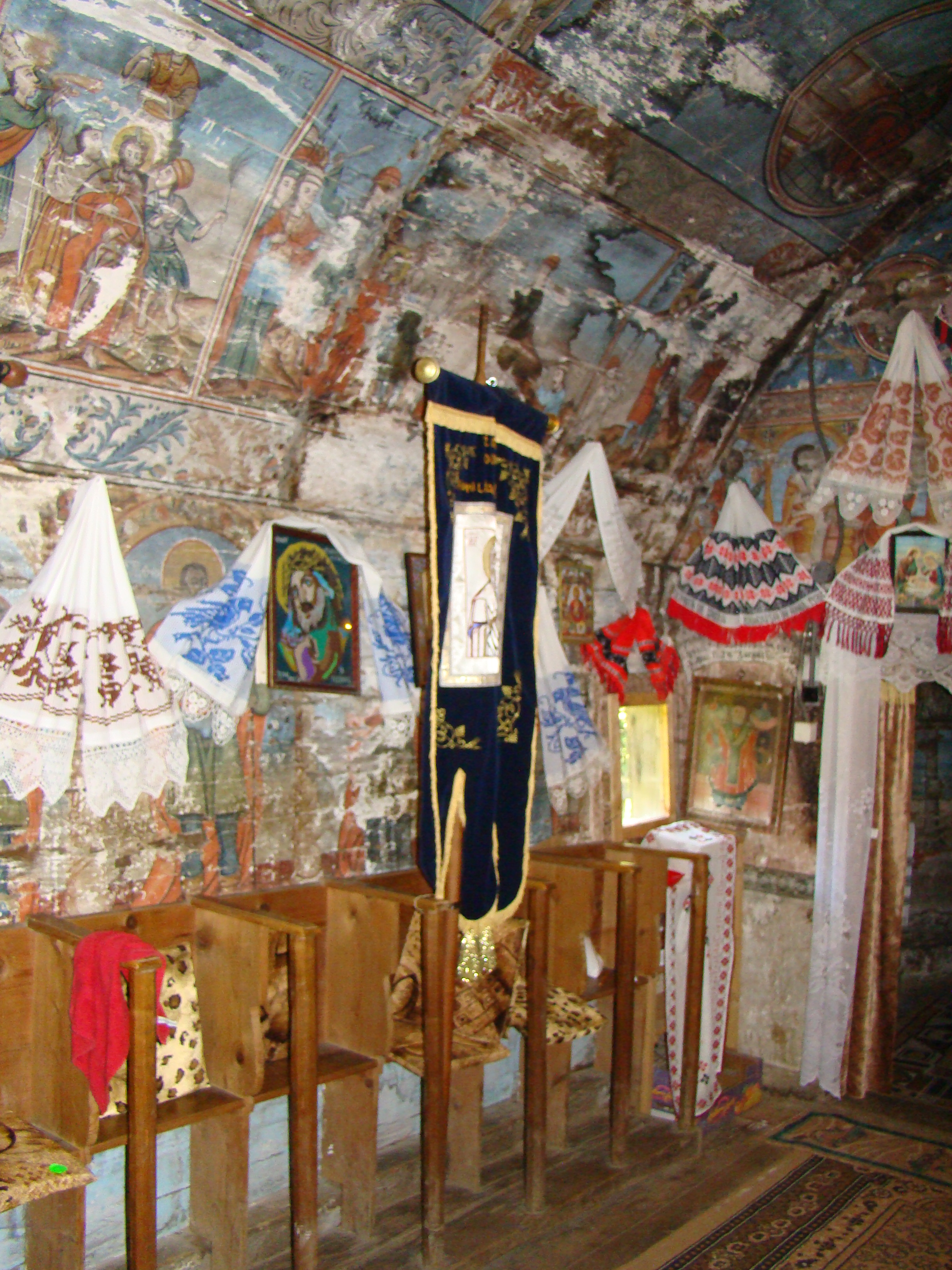
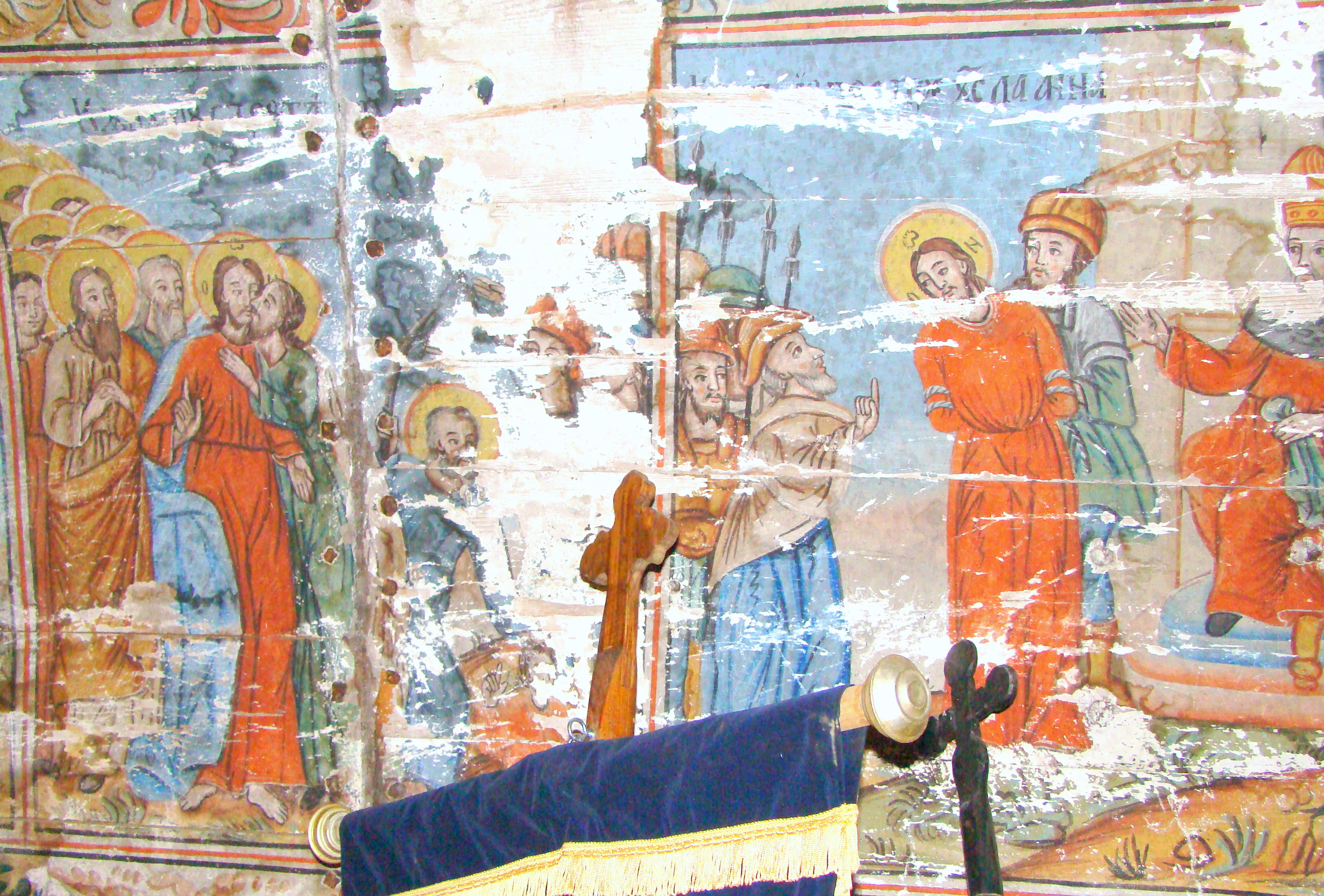
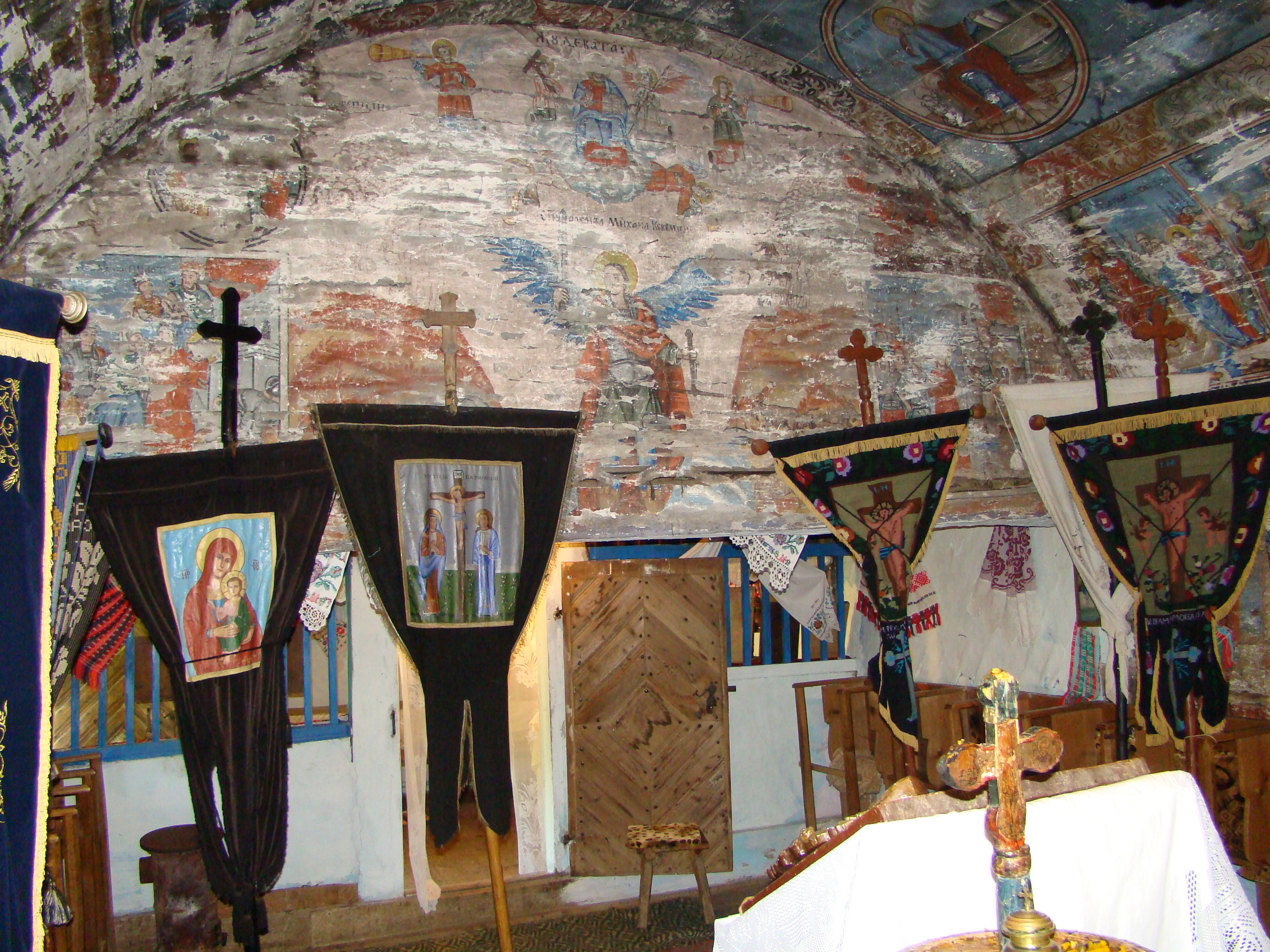
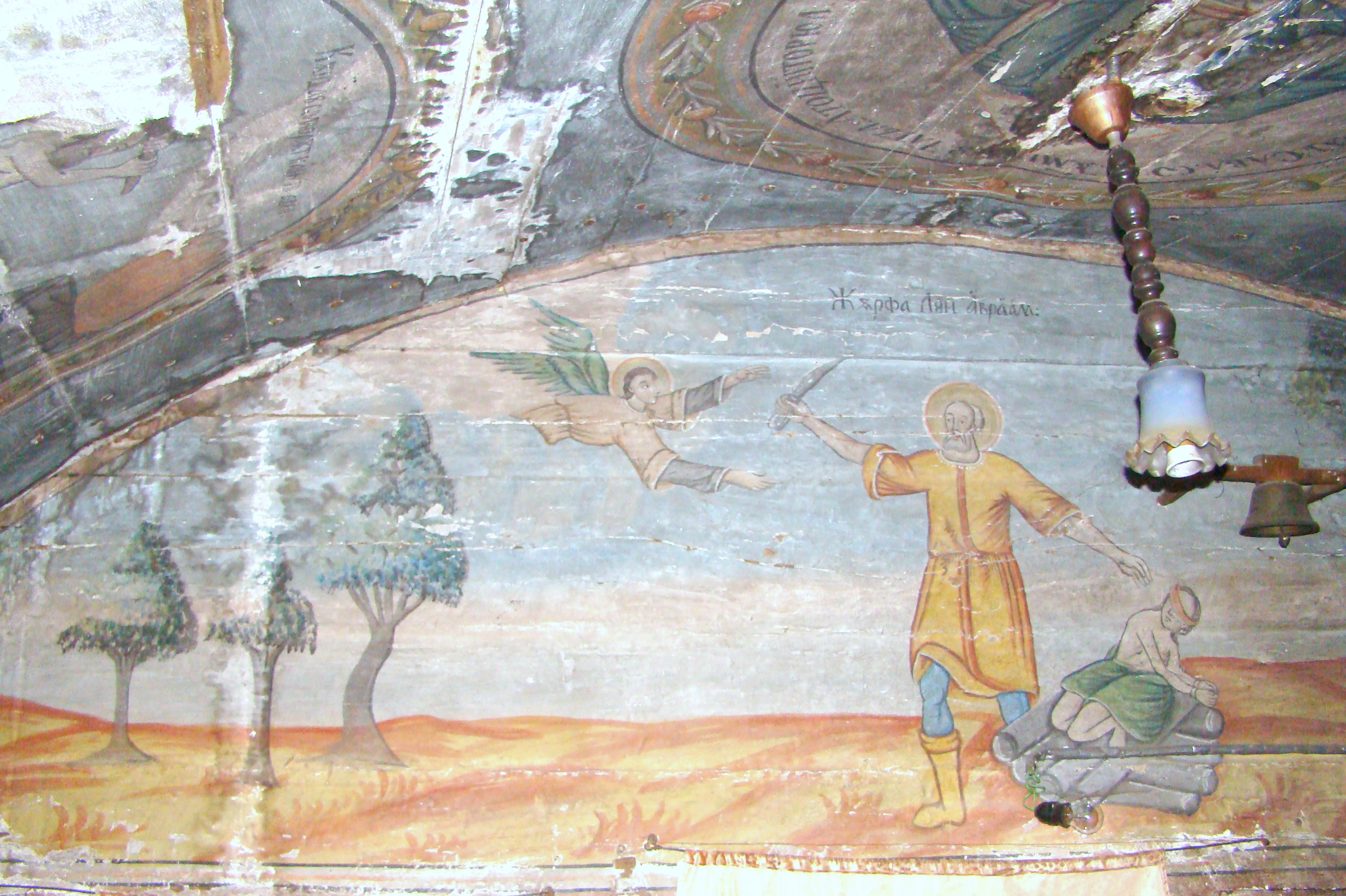
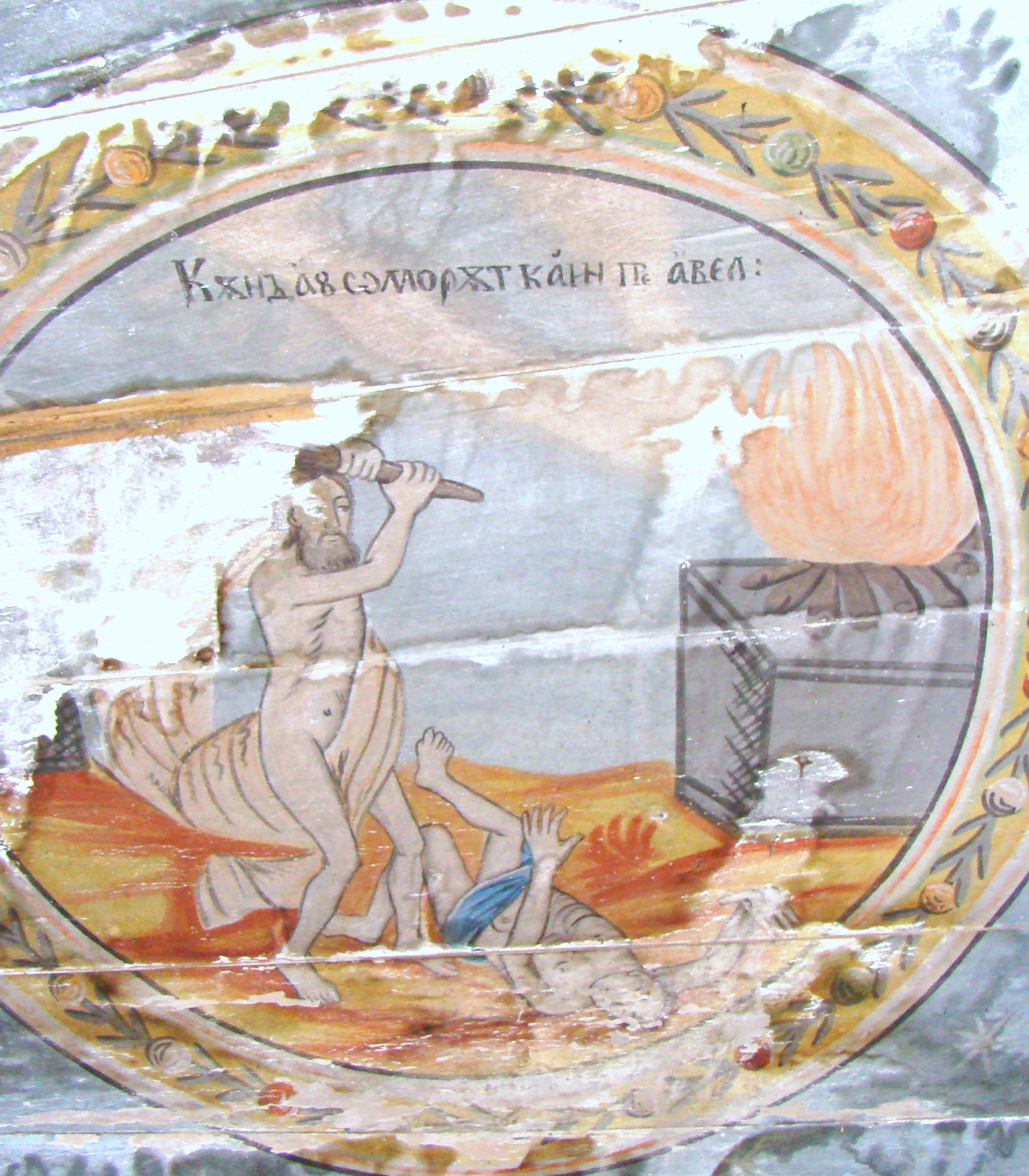
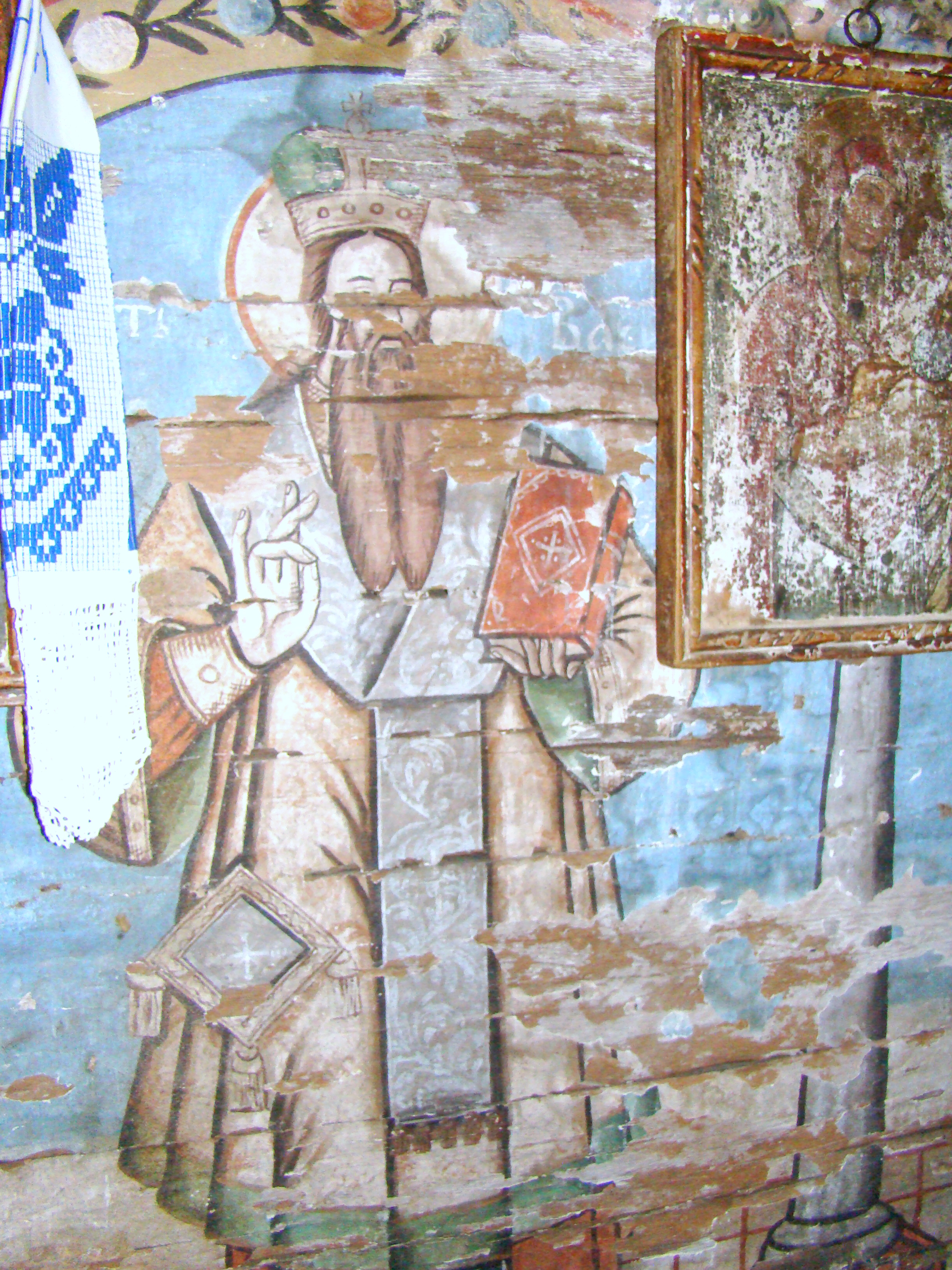
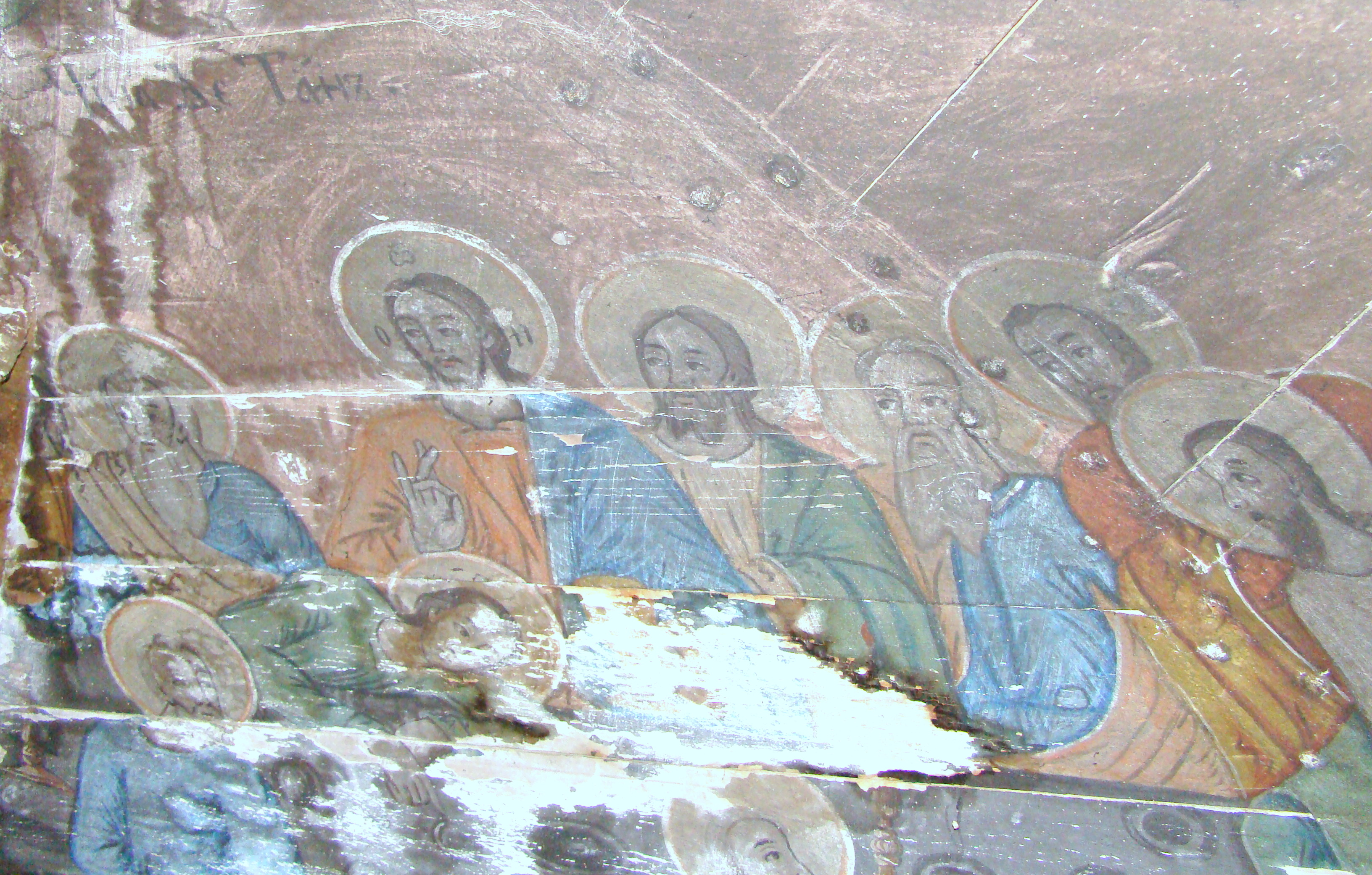
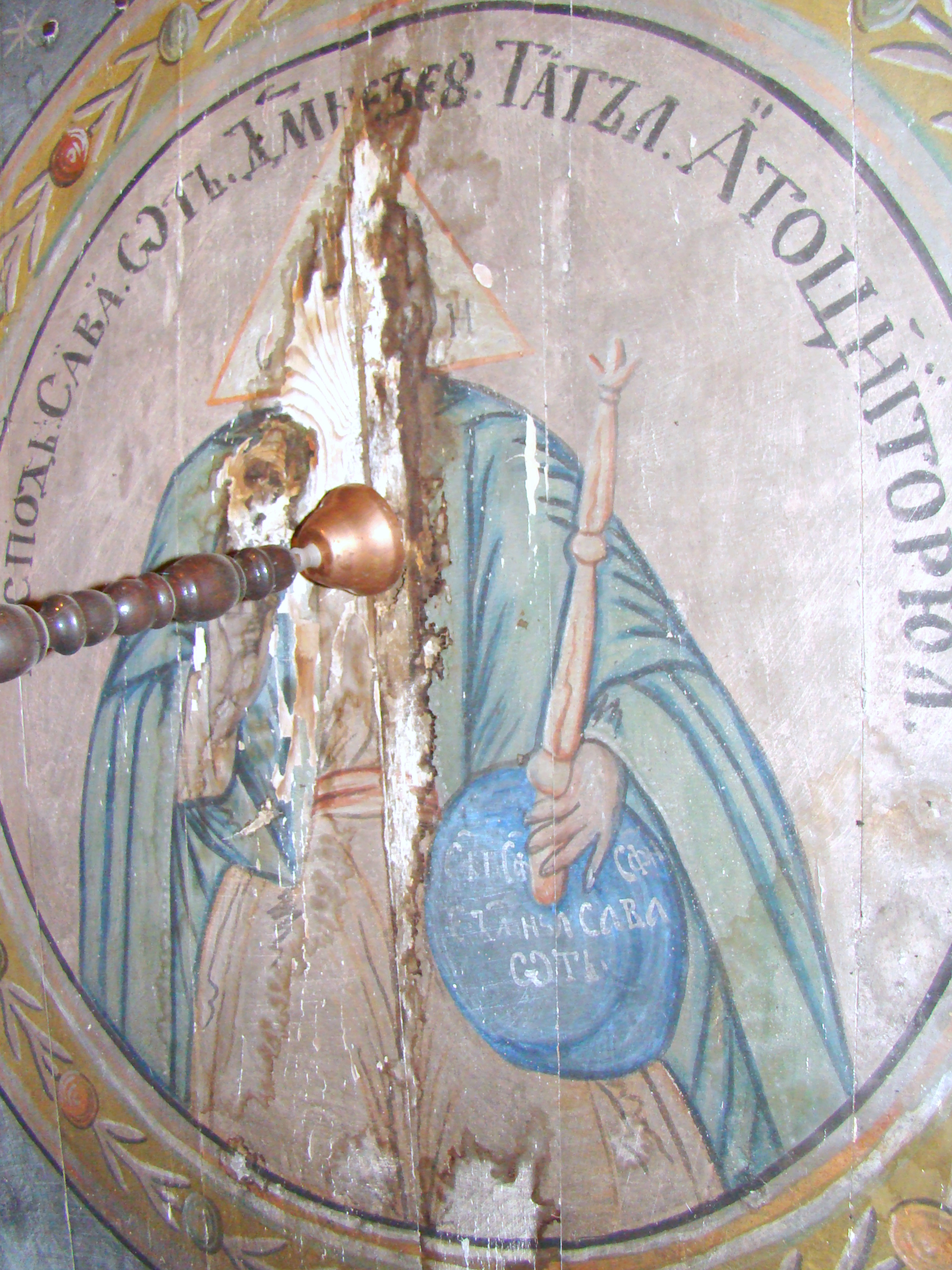
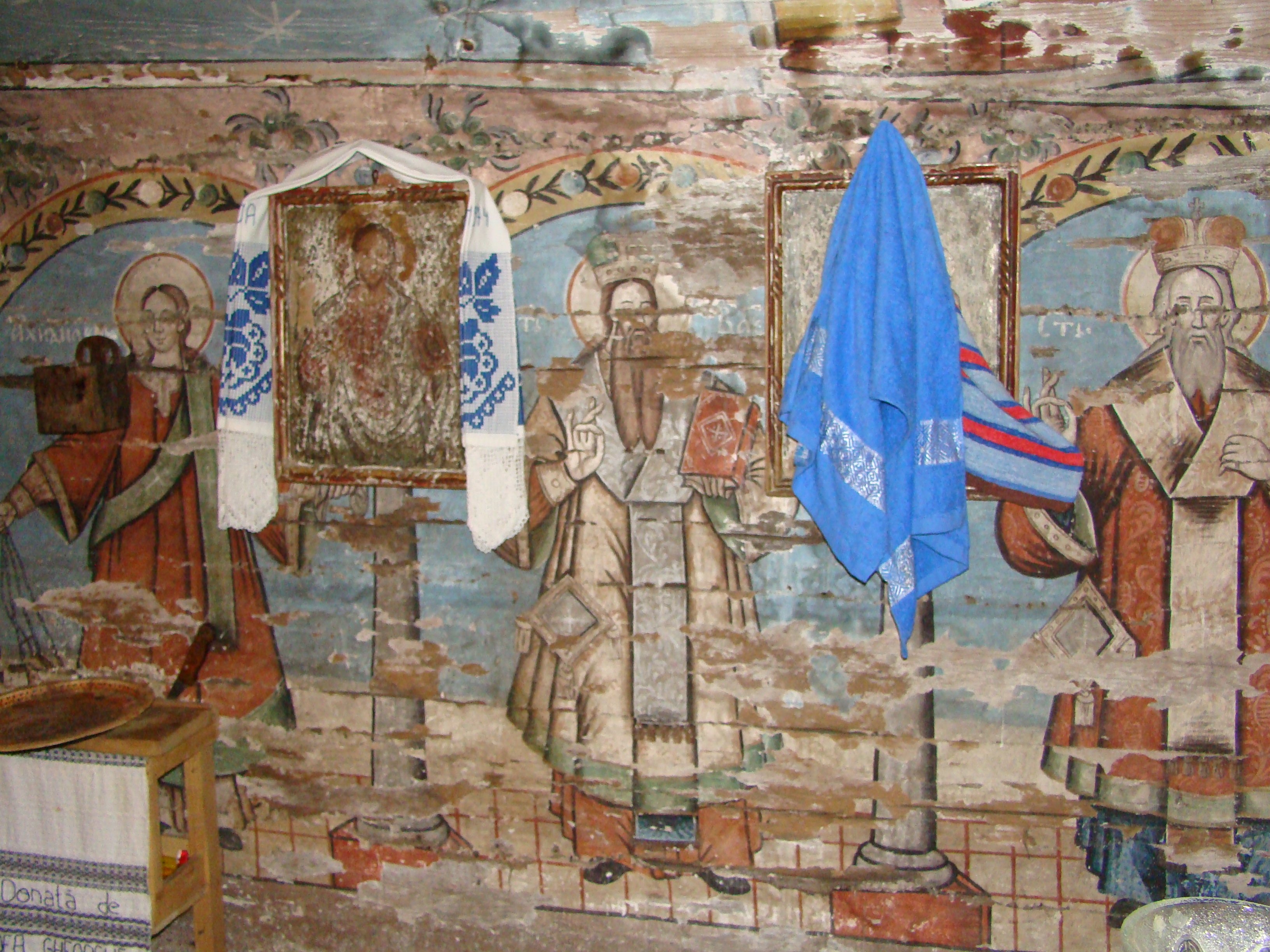
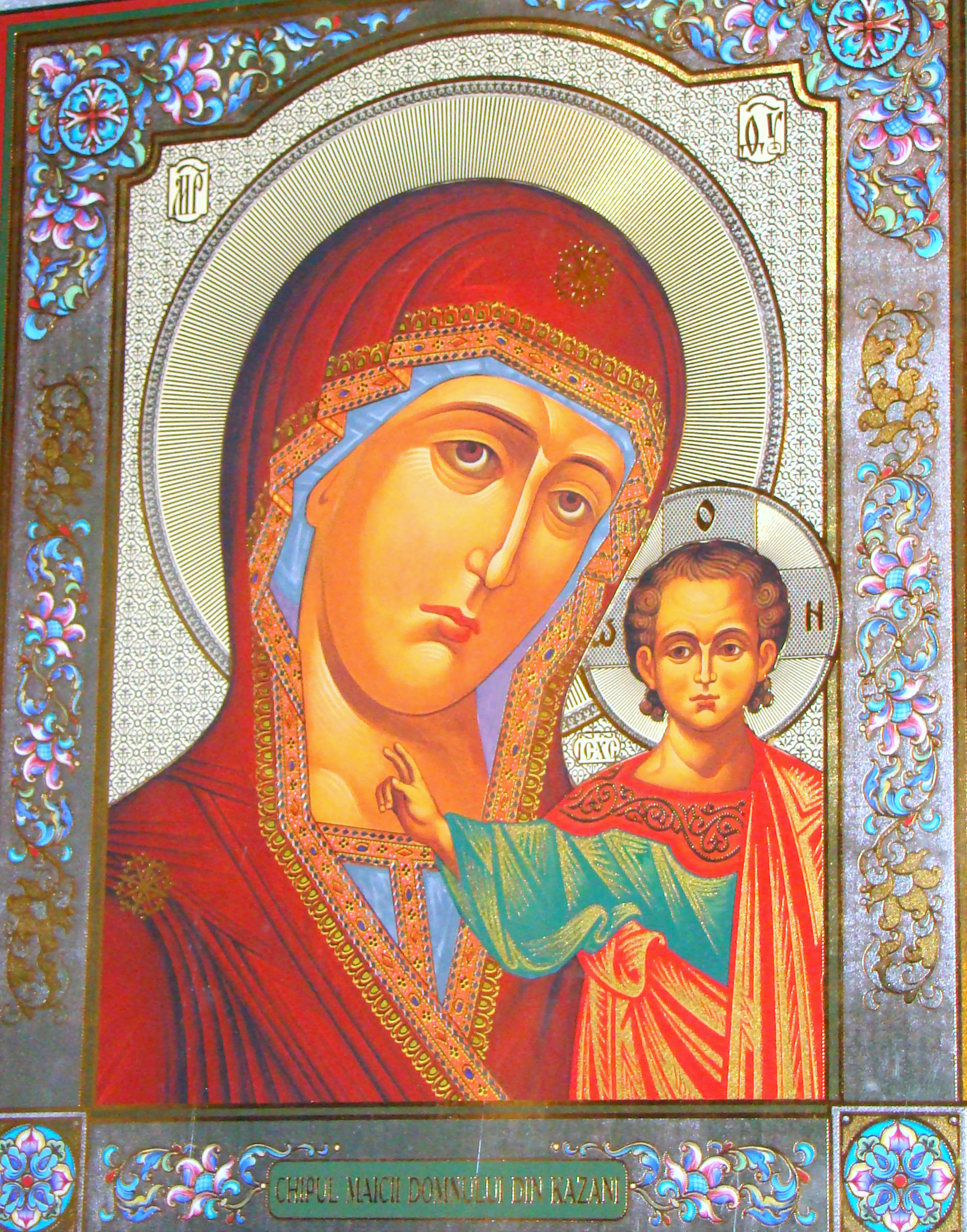
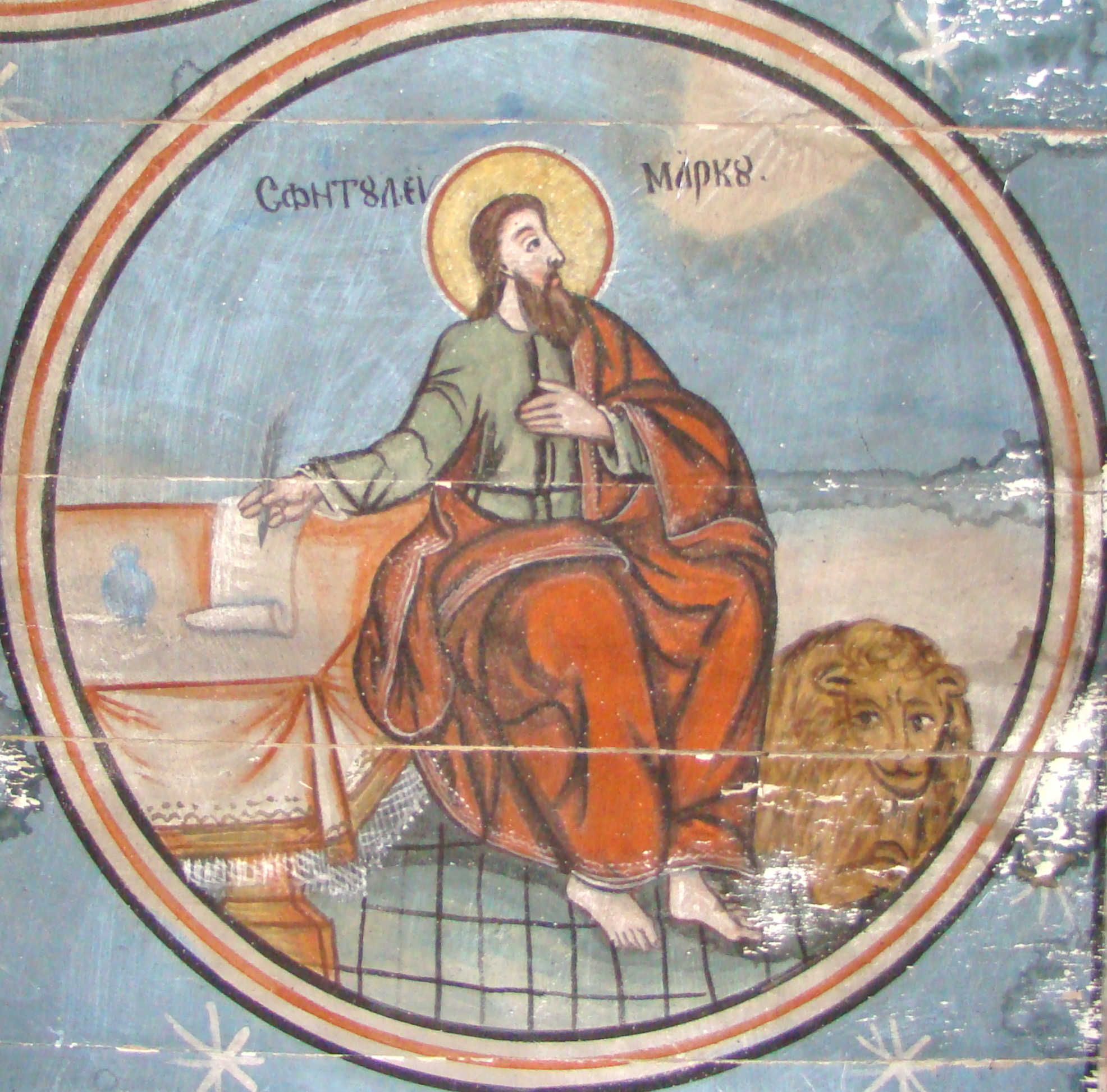
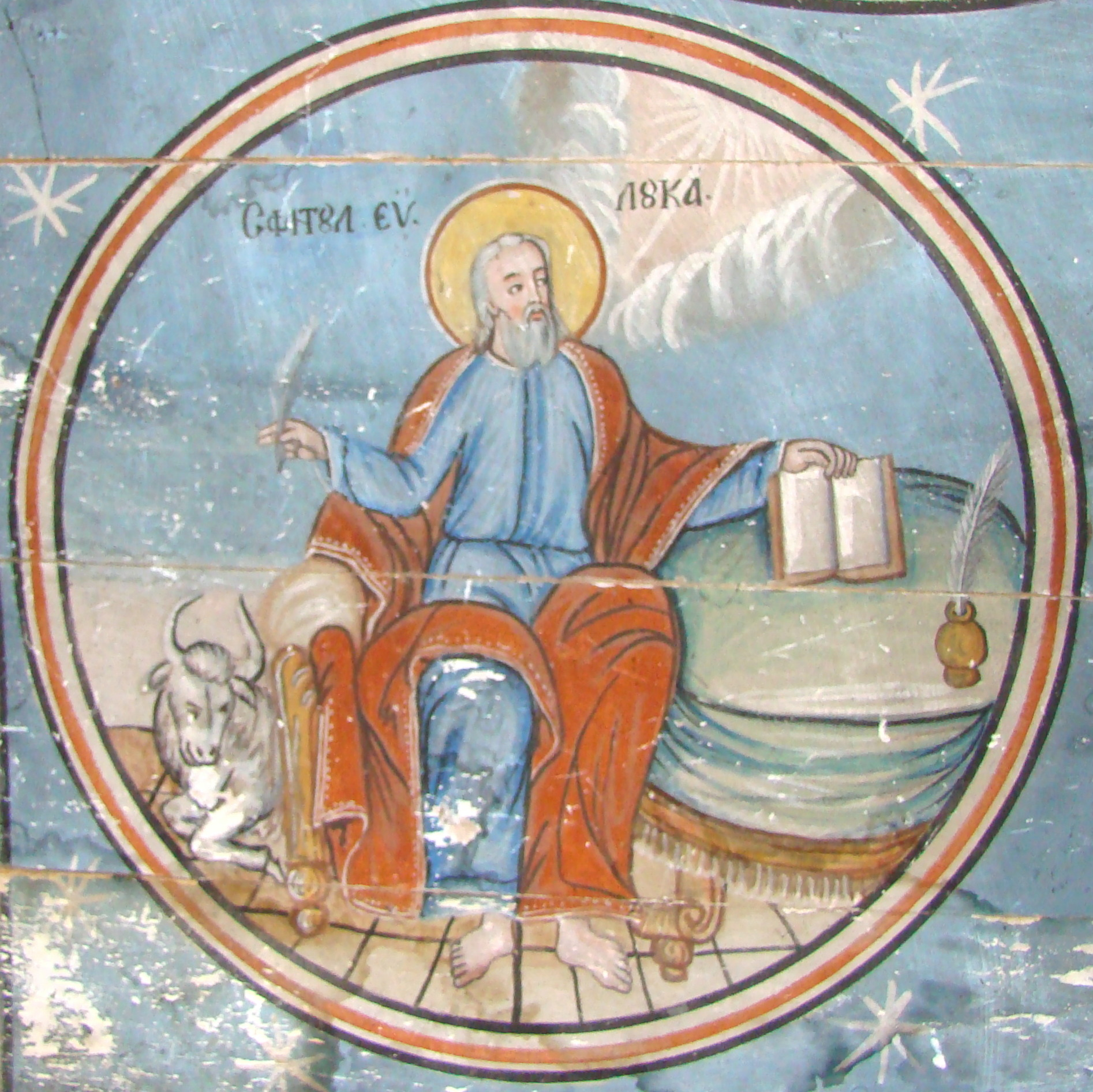
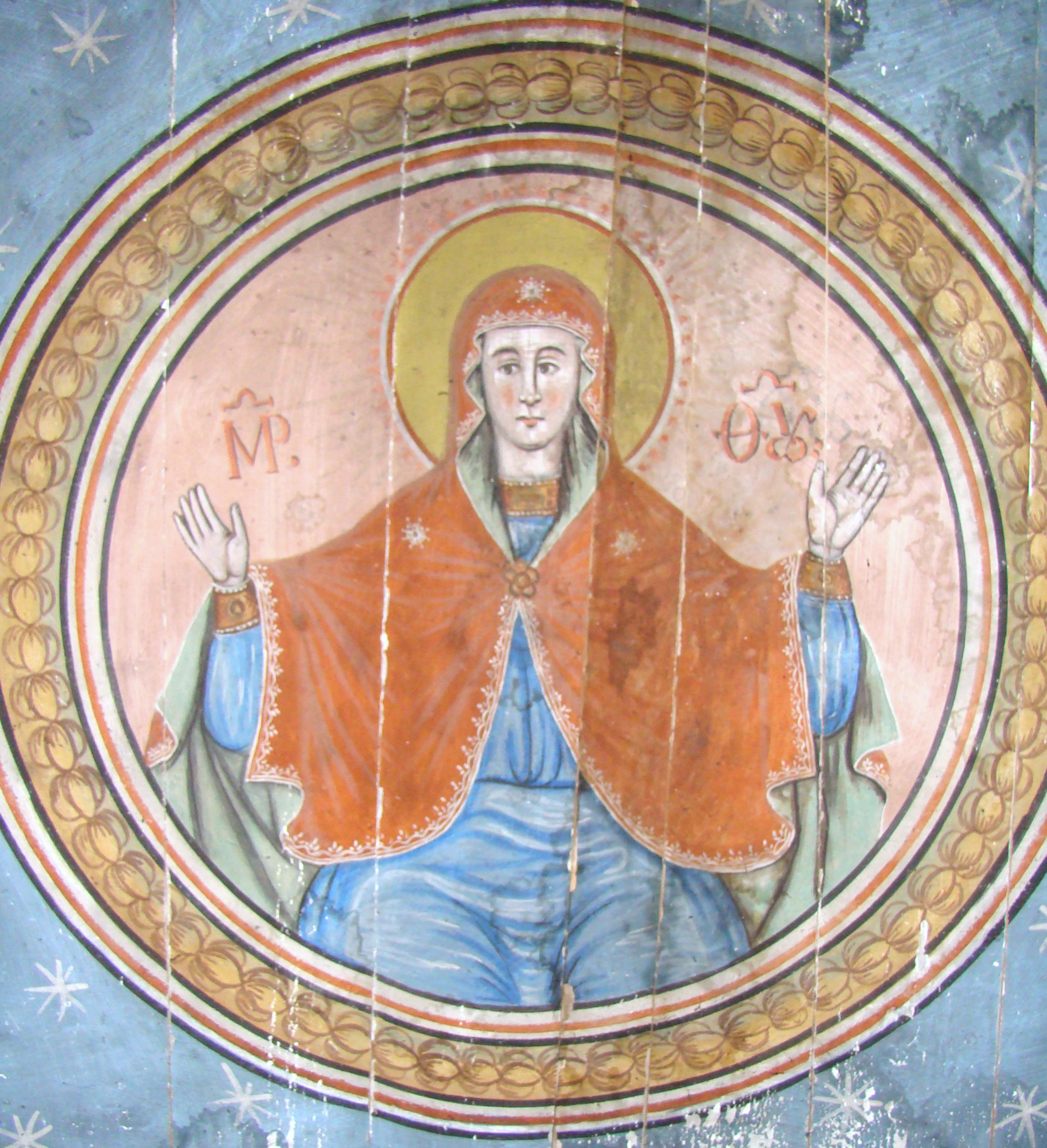
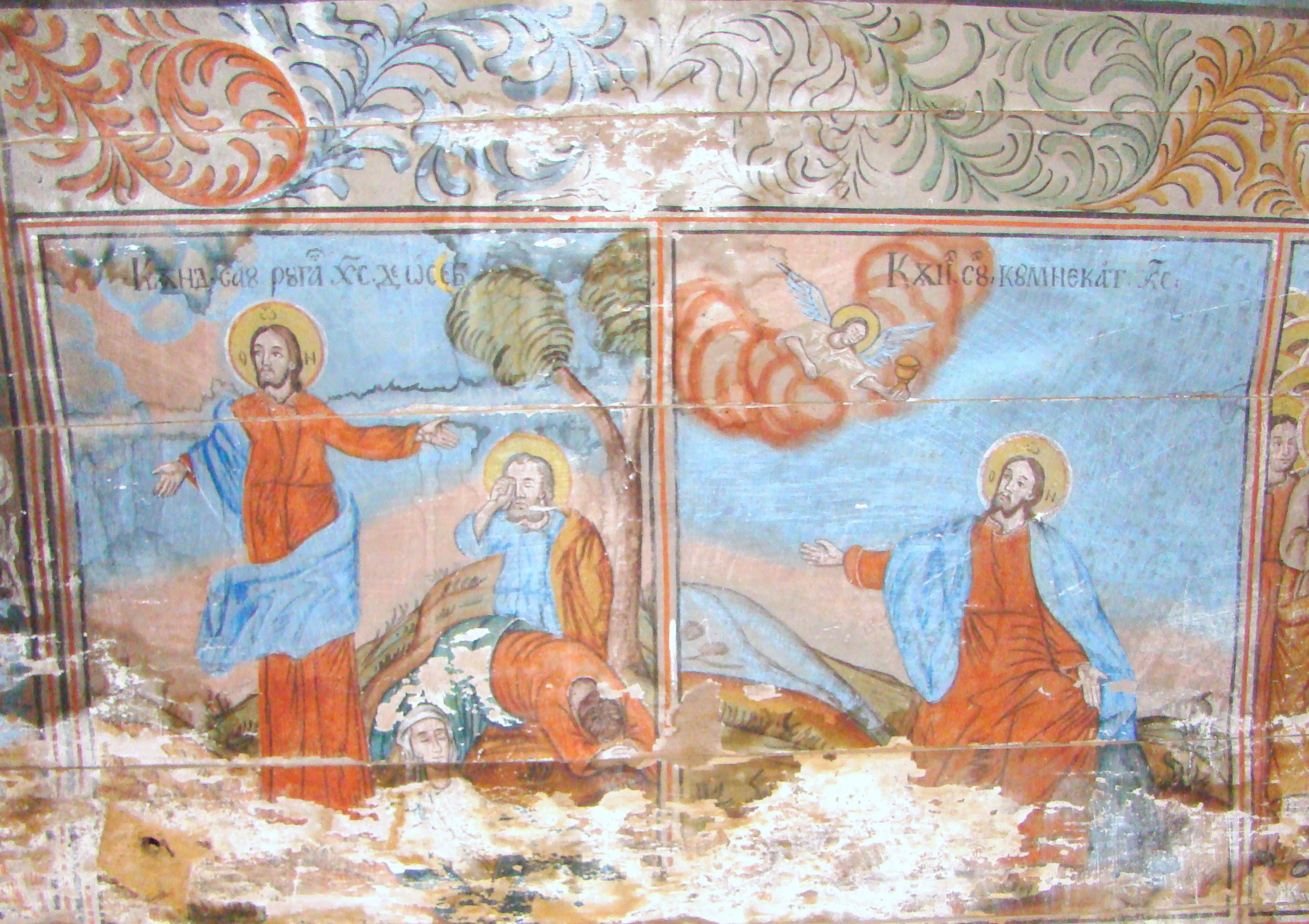
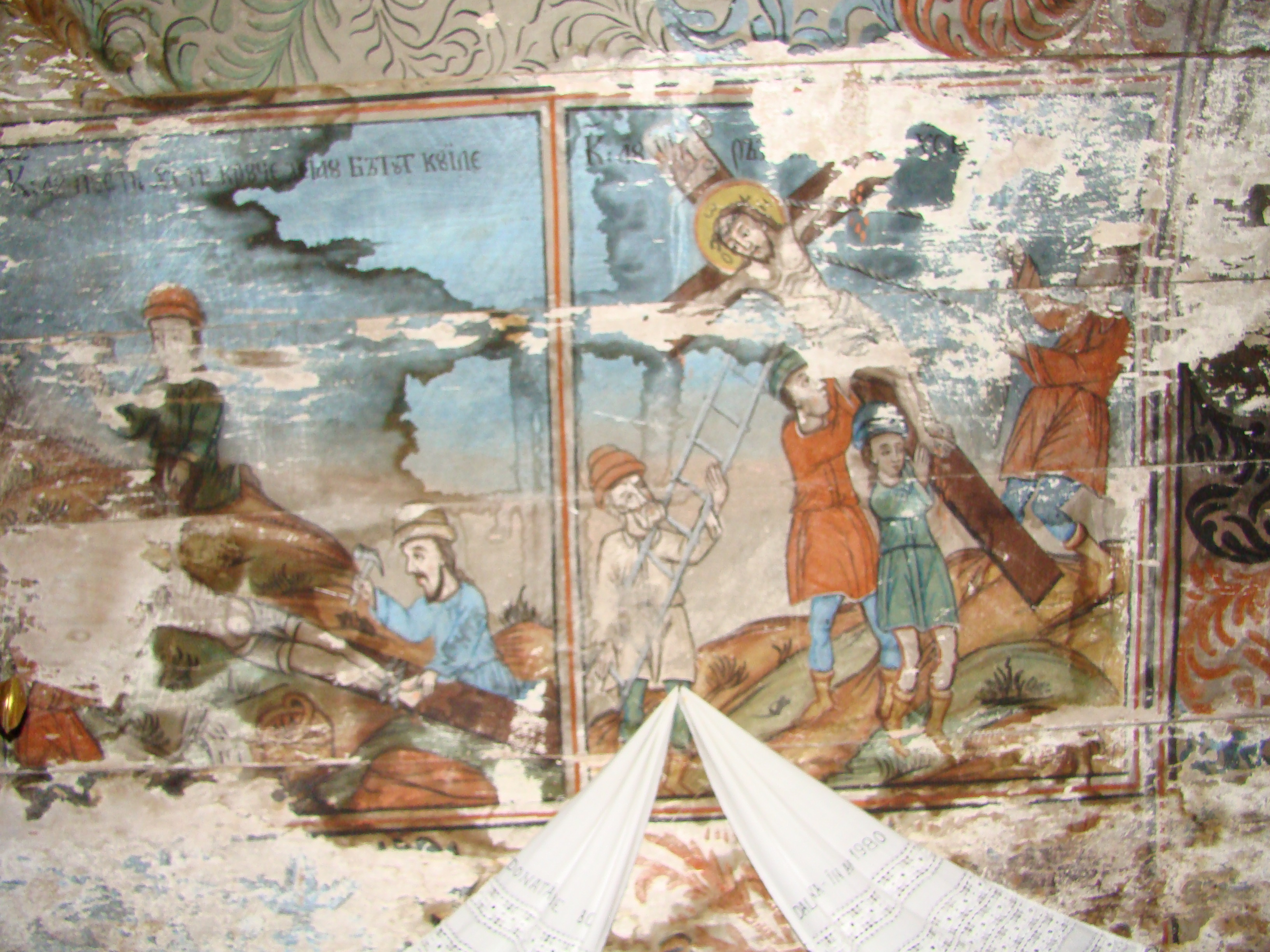
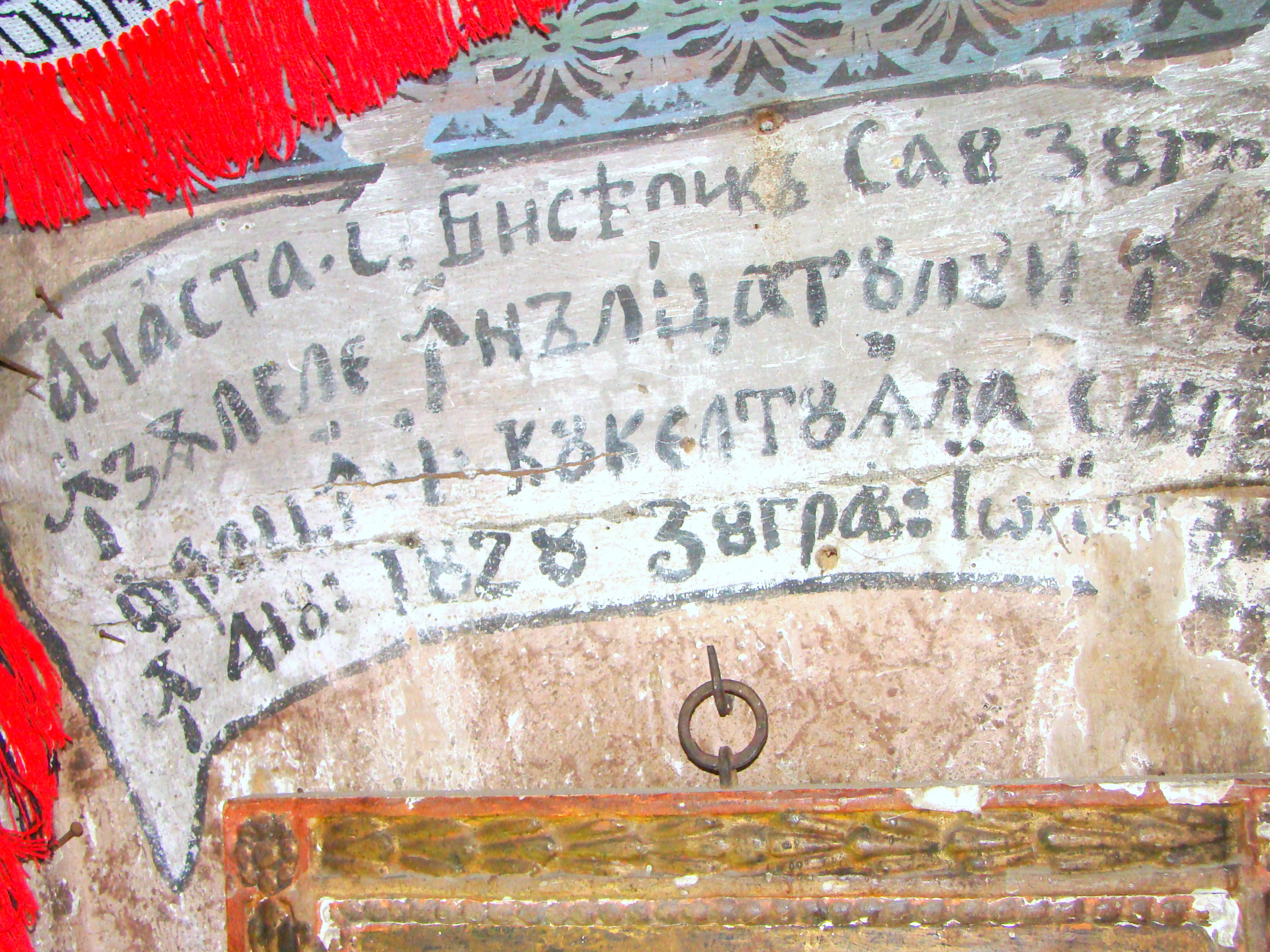
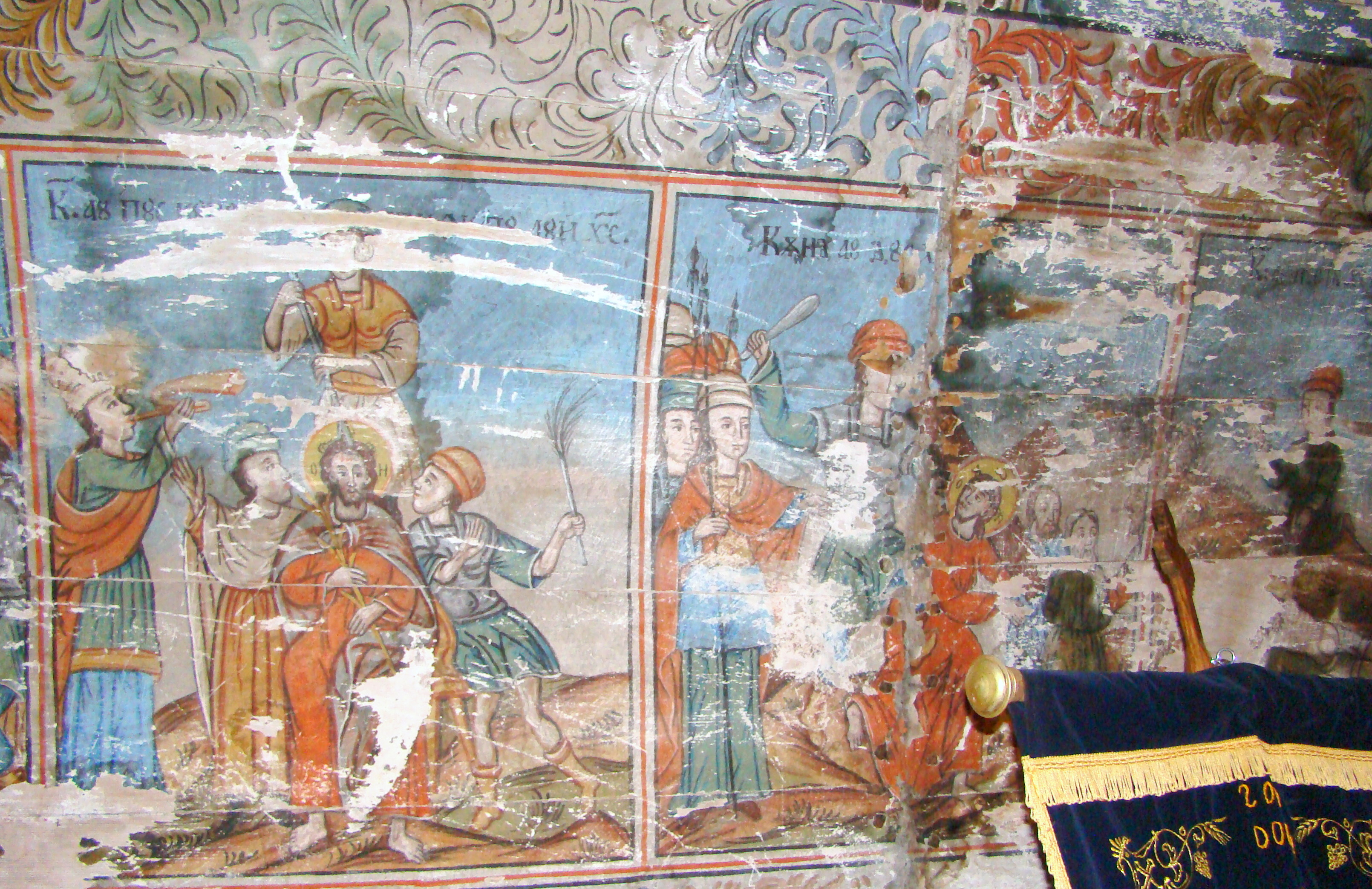
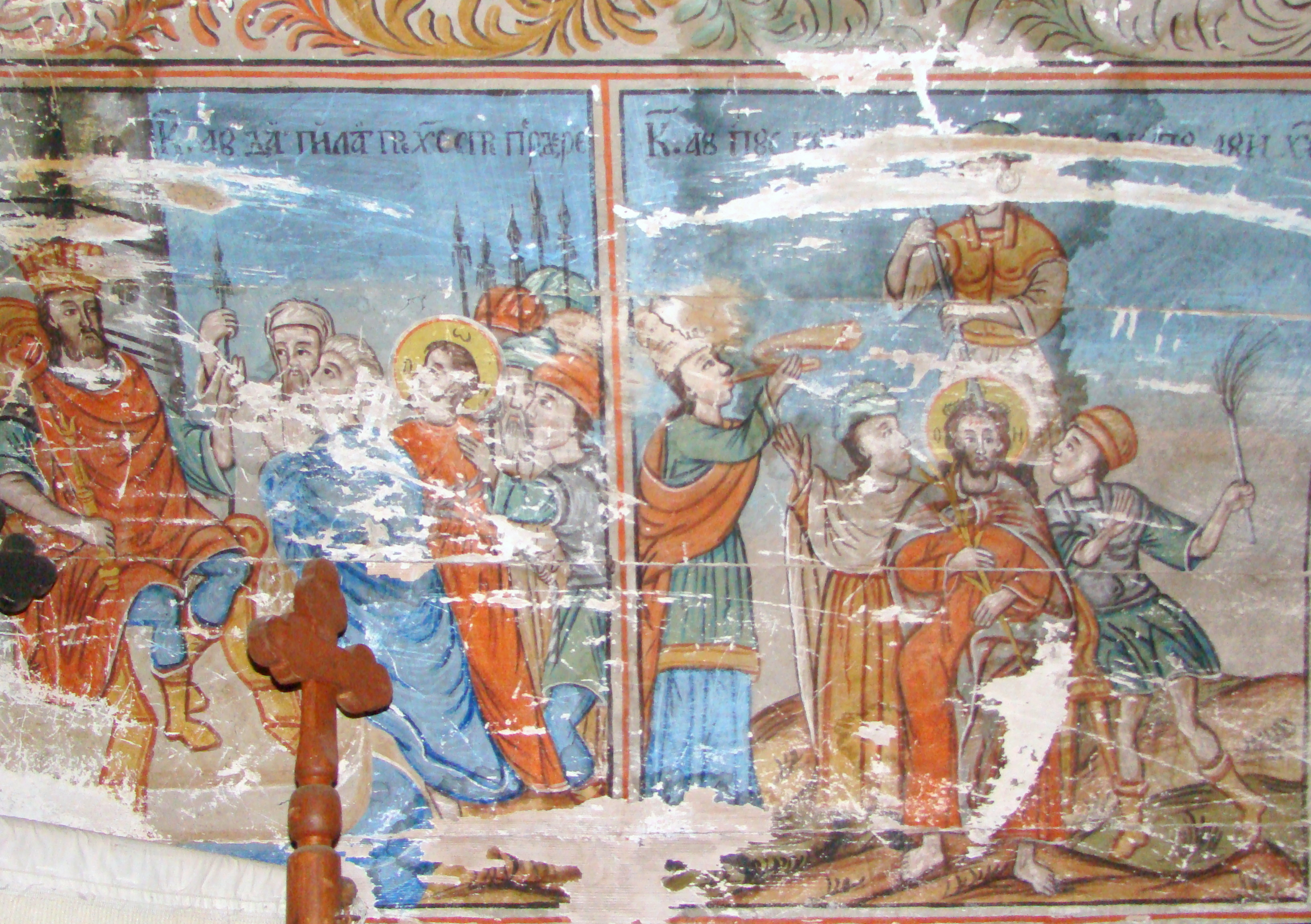
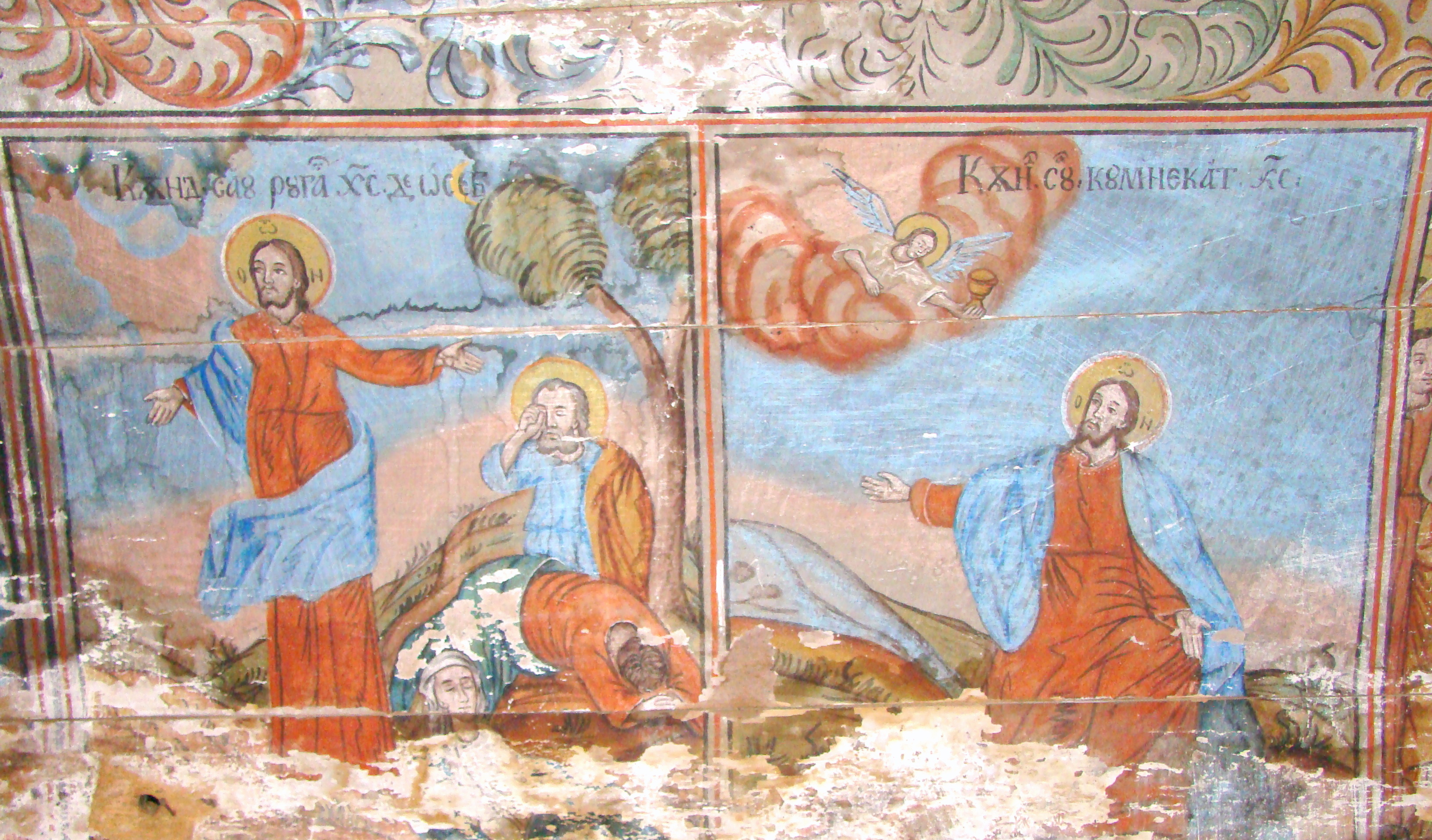
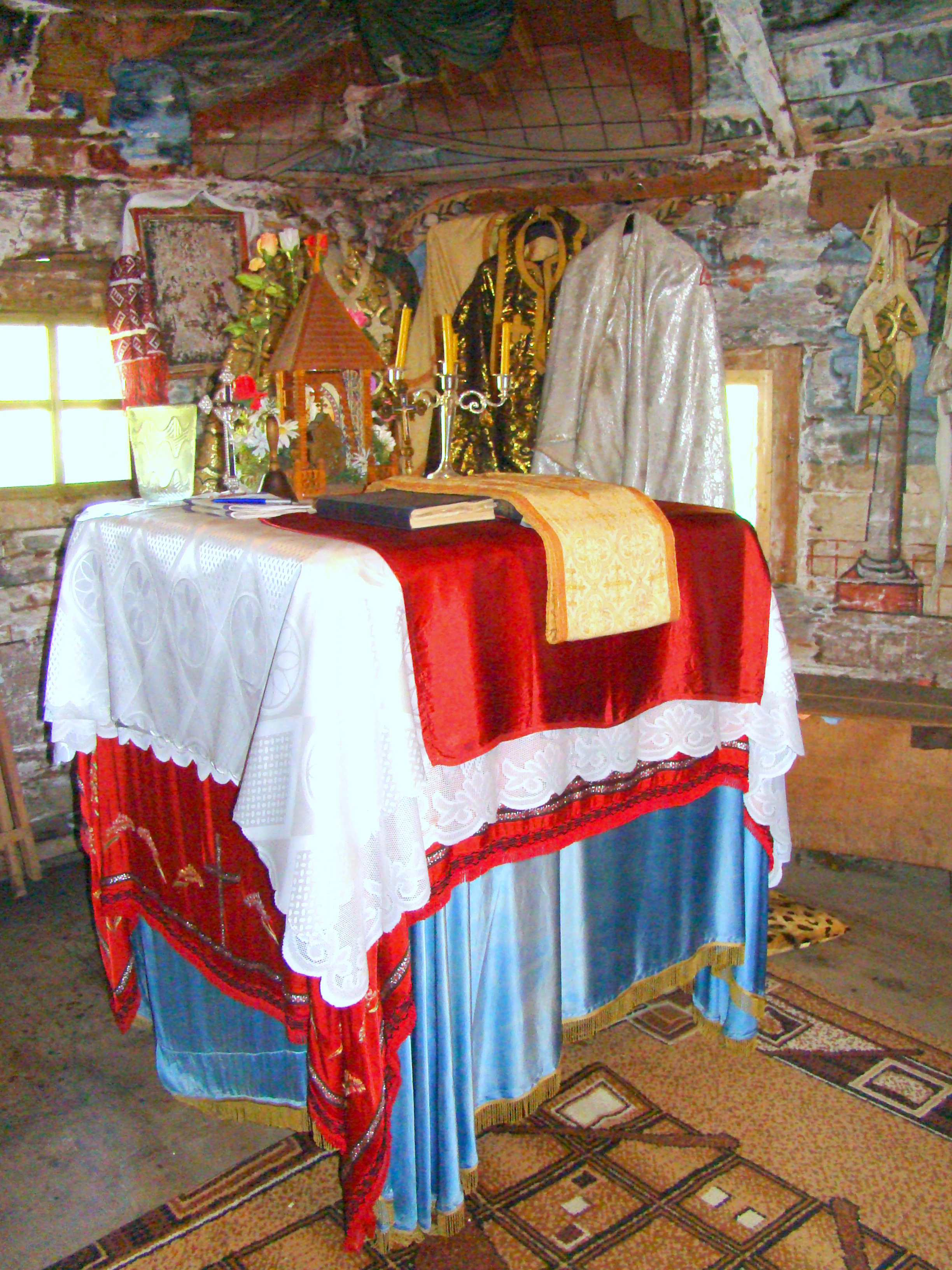
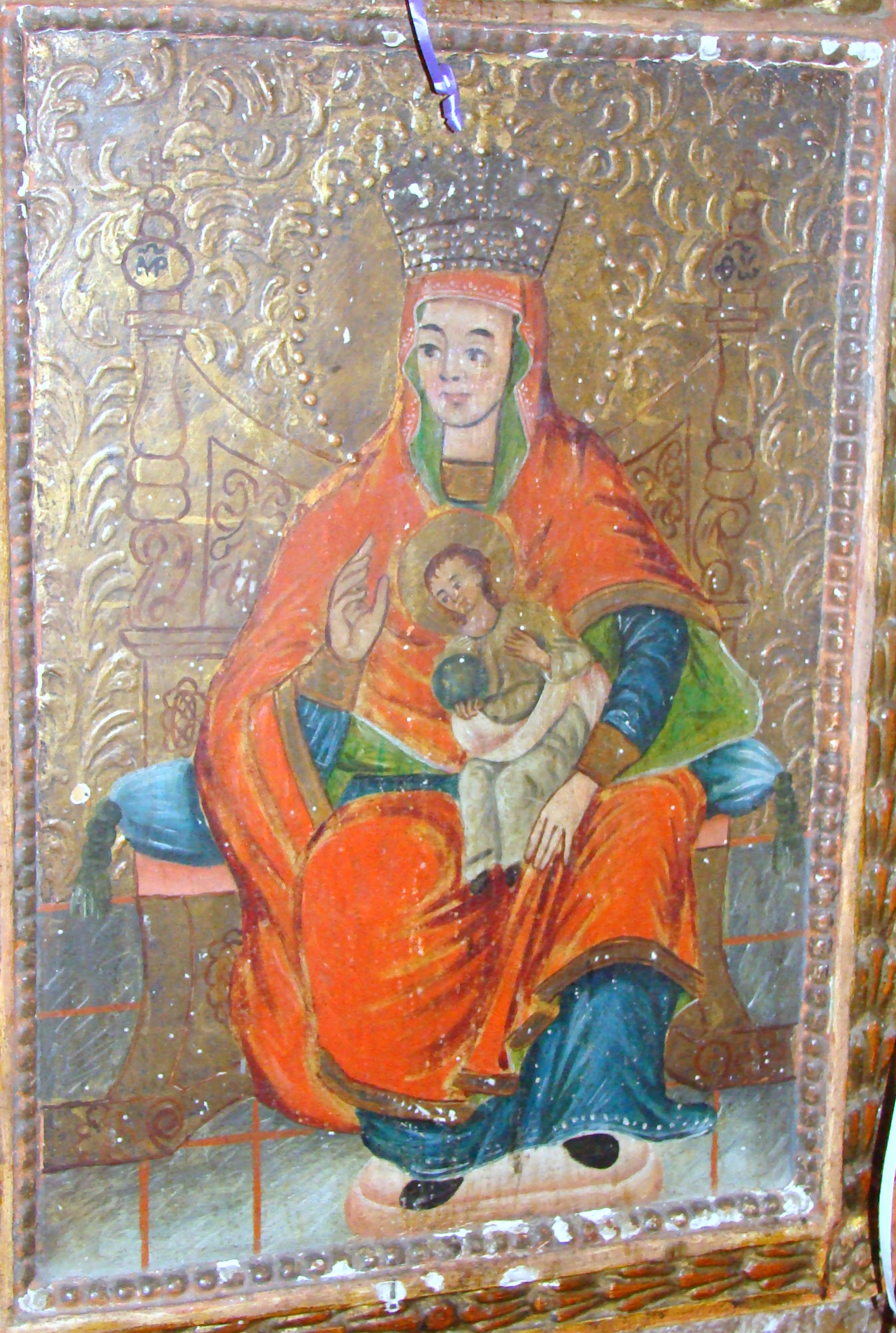
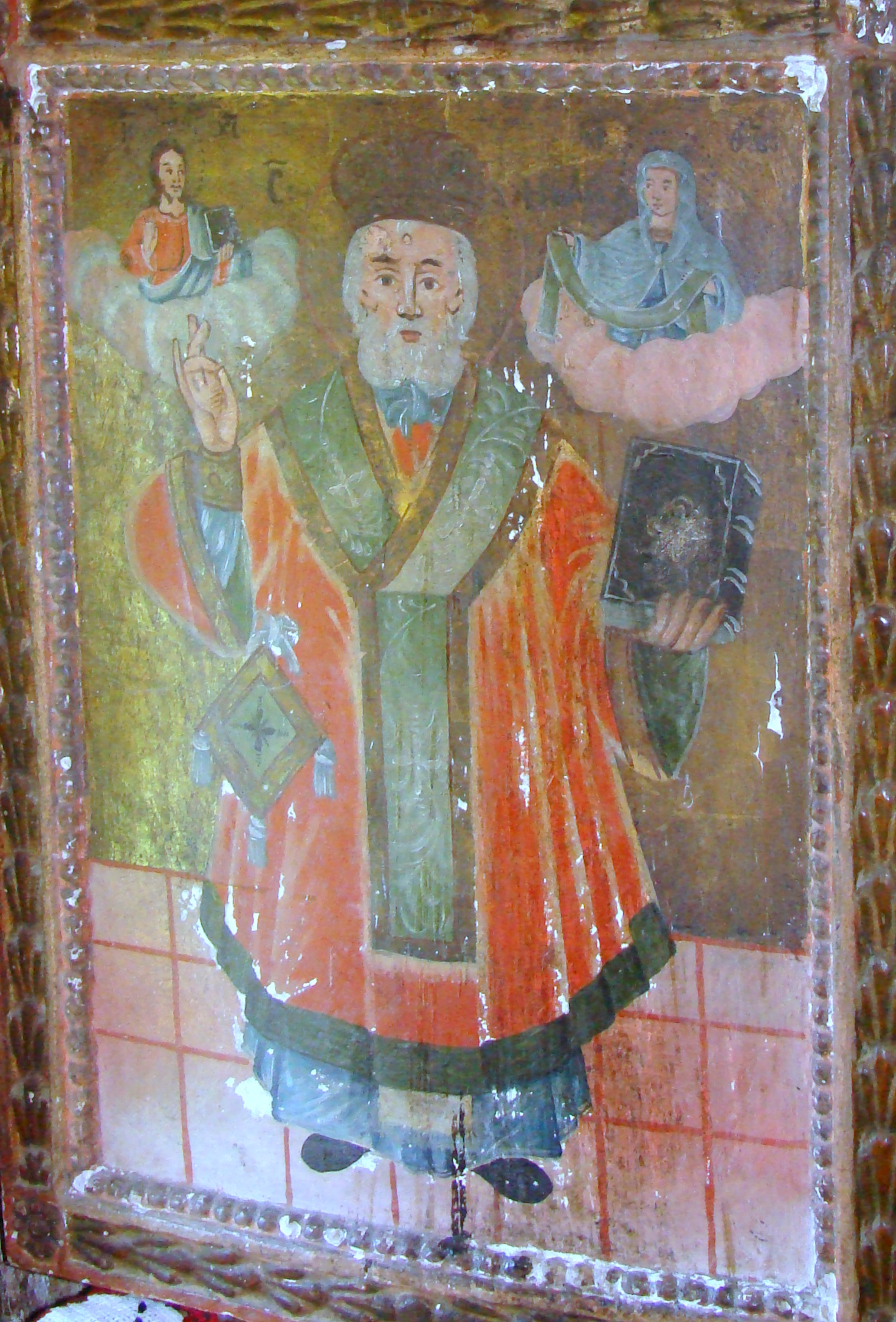

## Imagini din exterior

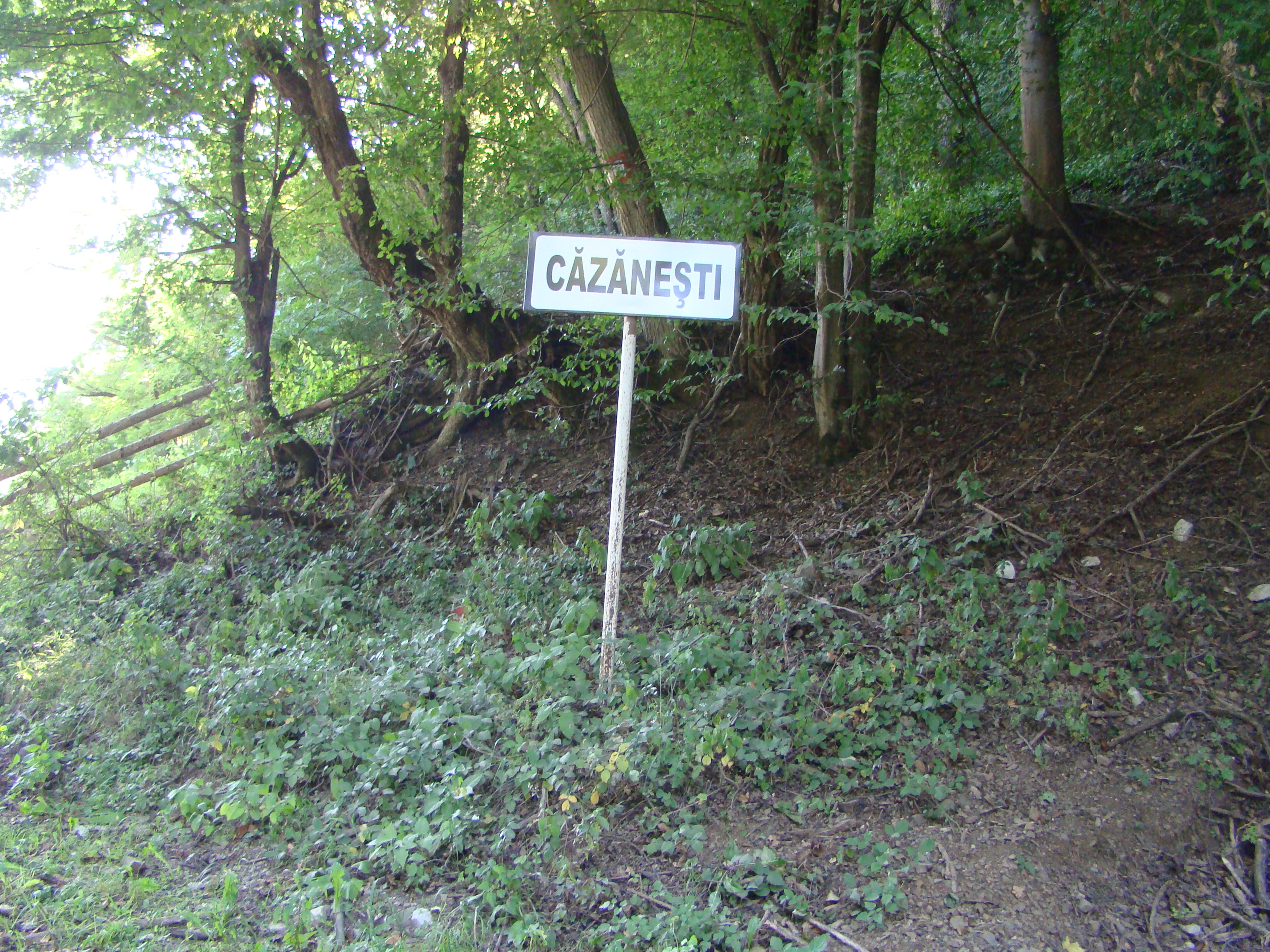
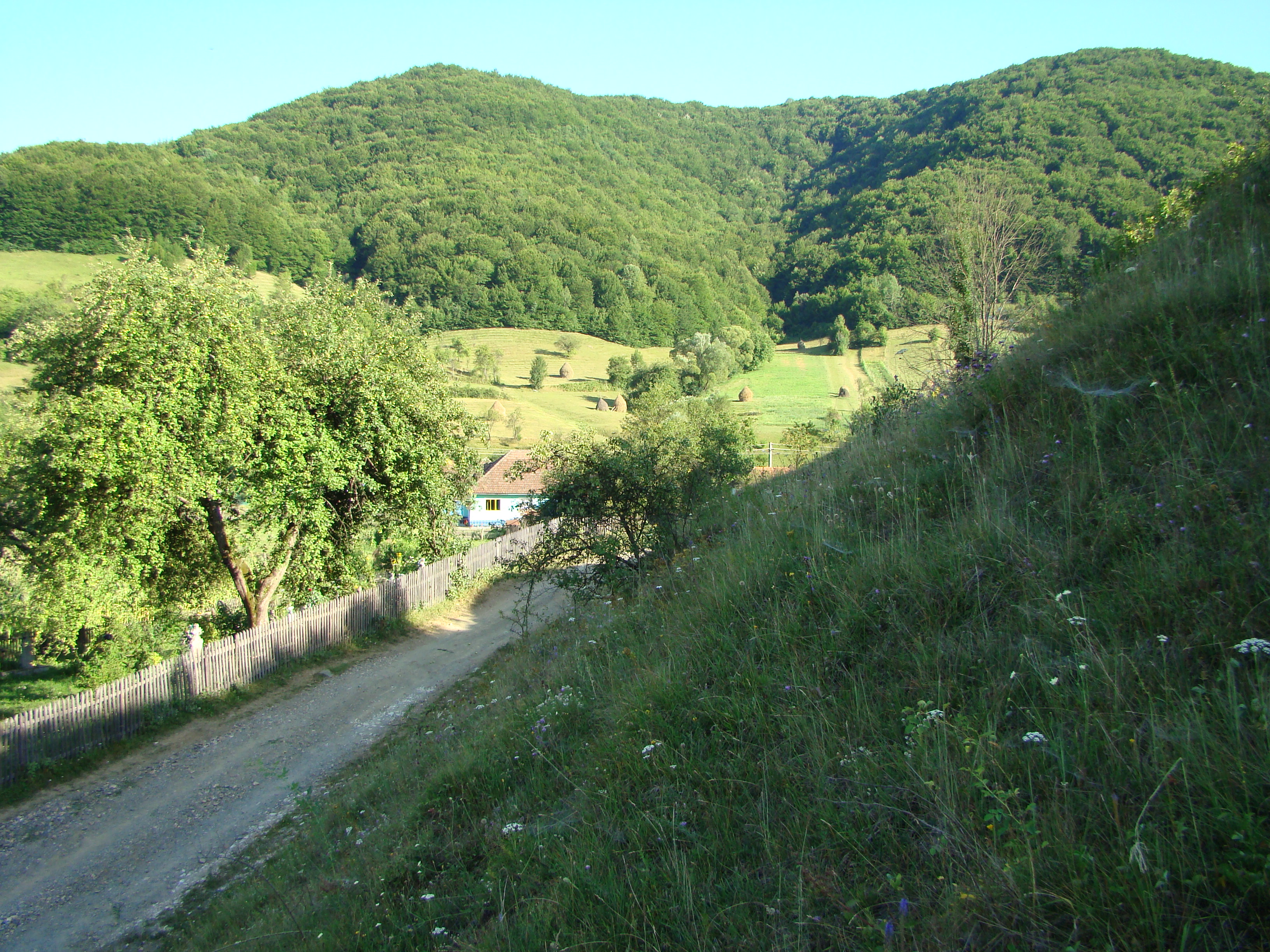
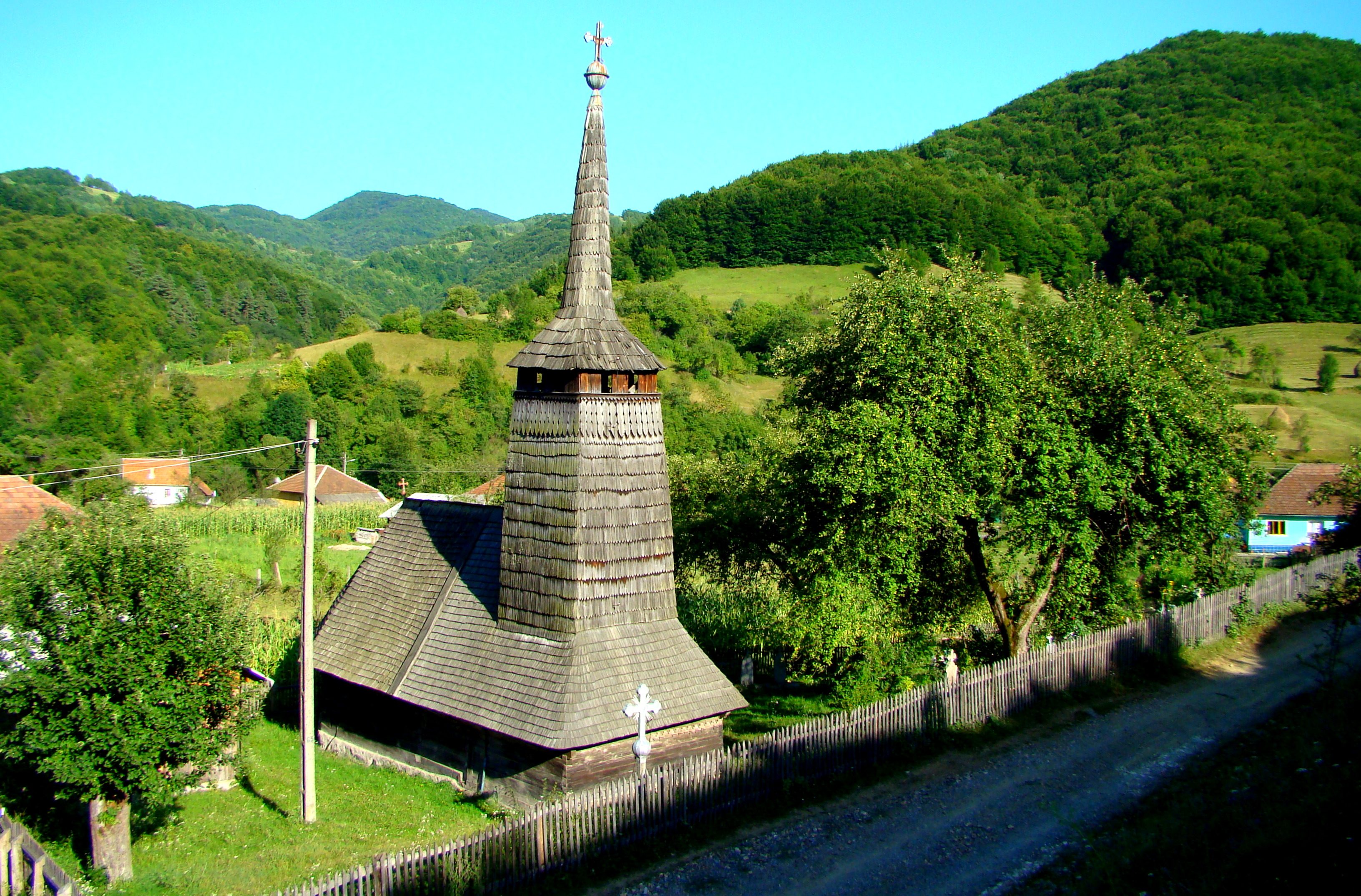
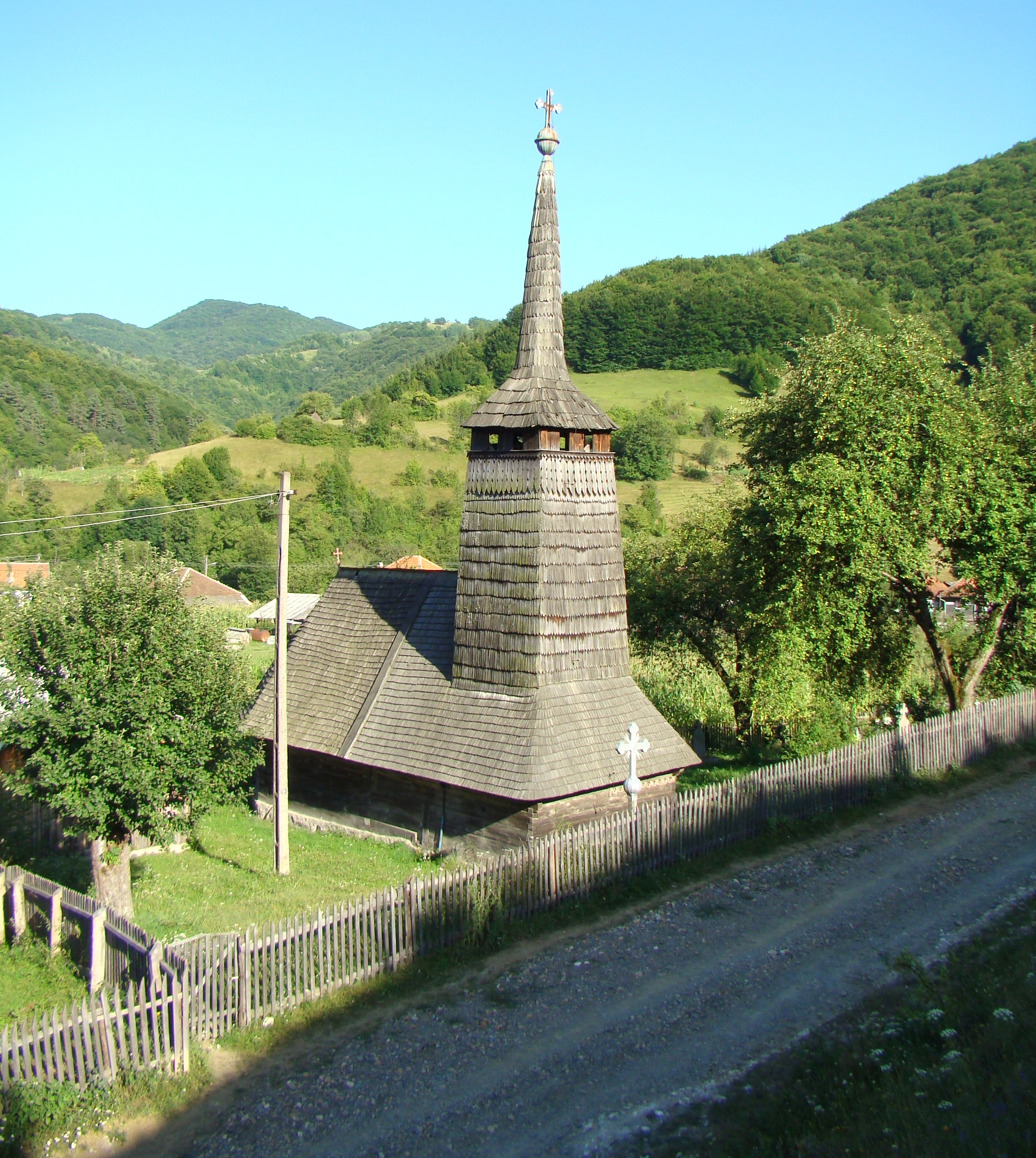
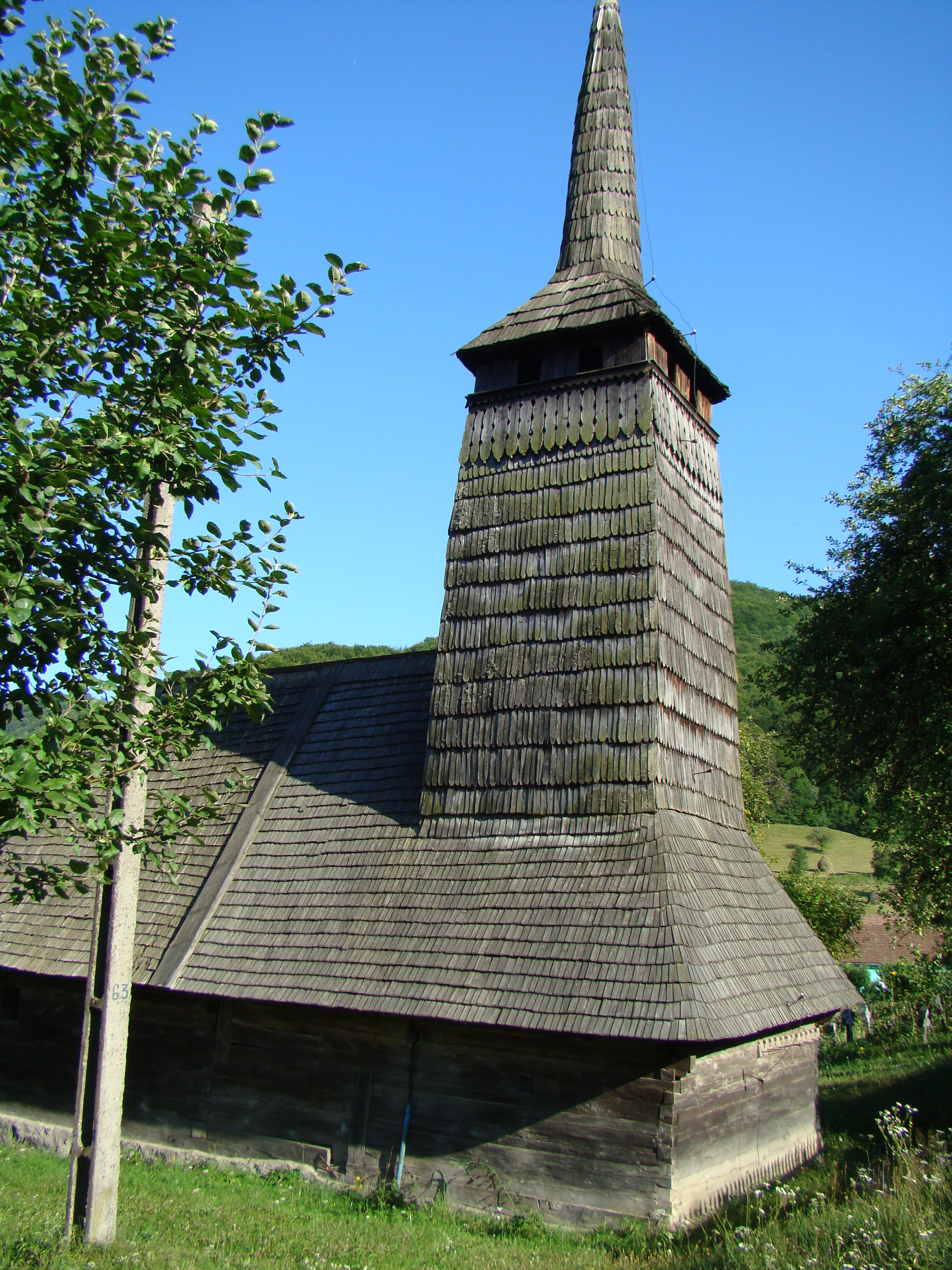
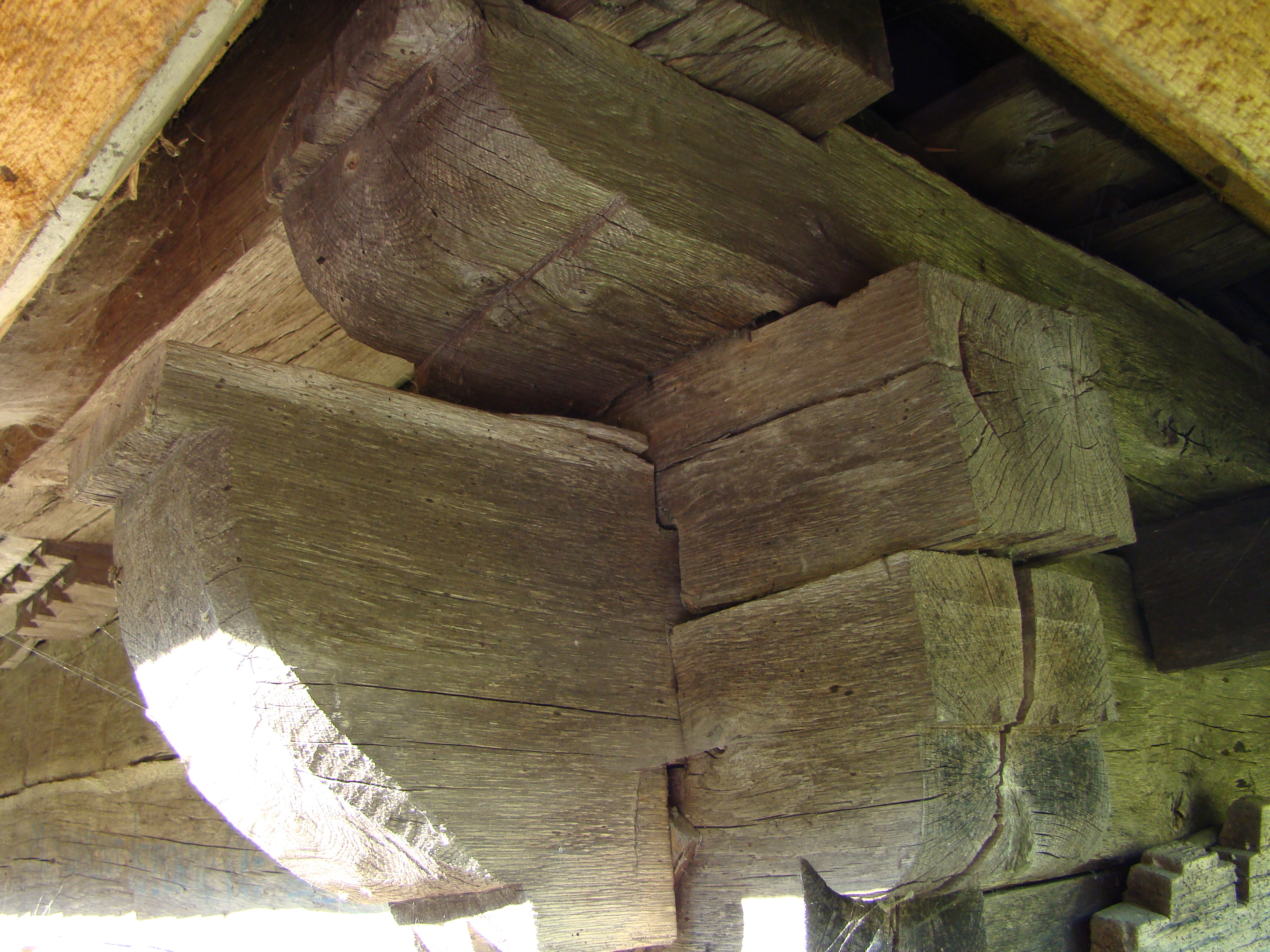
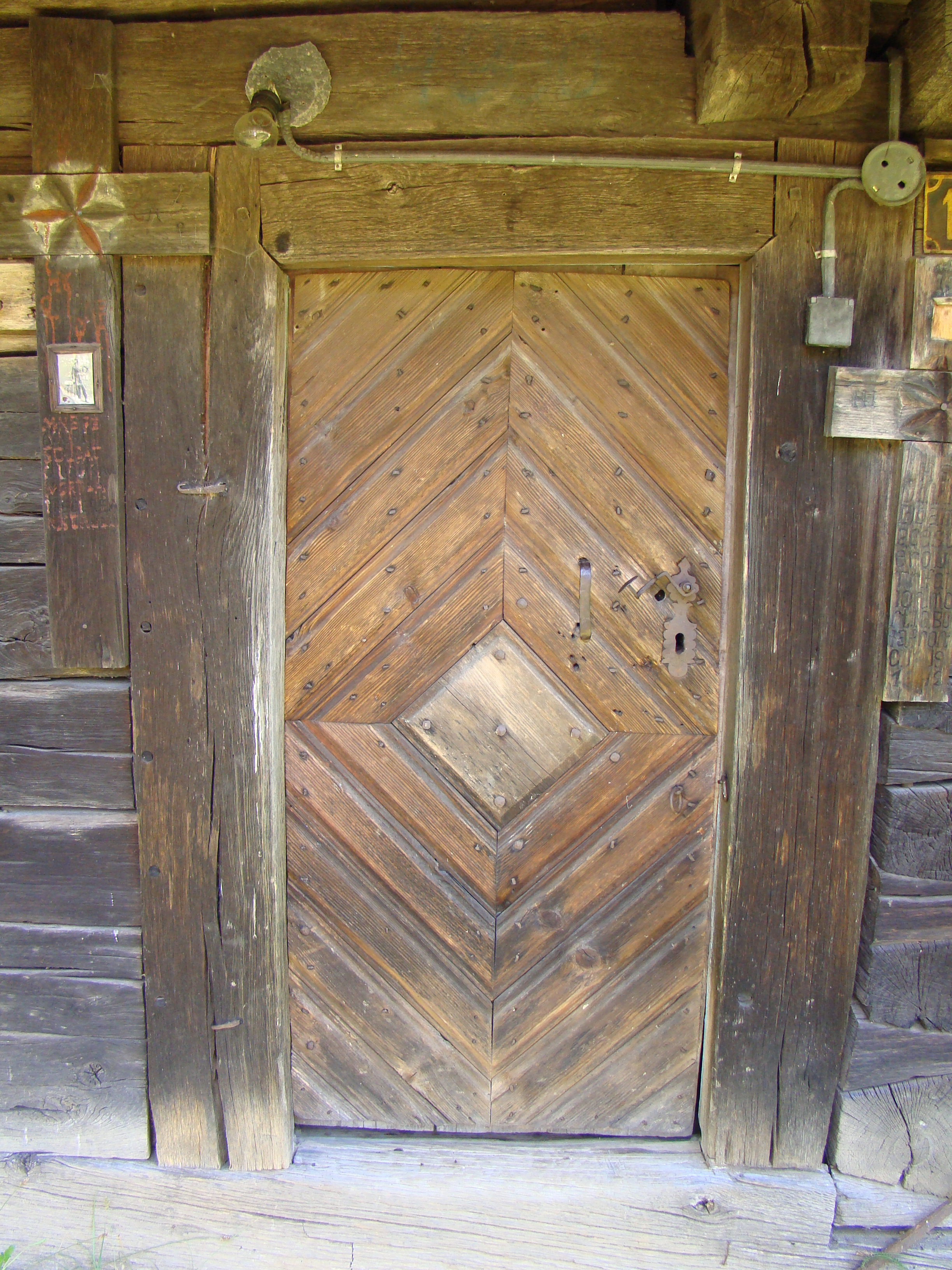
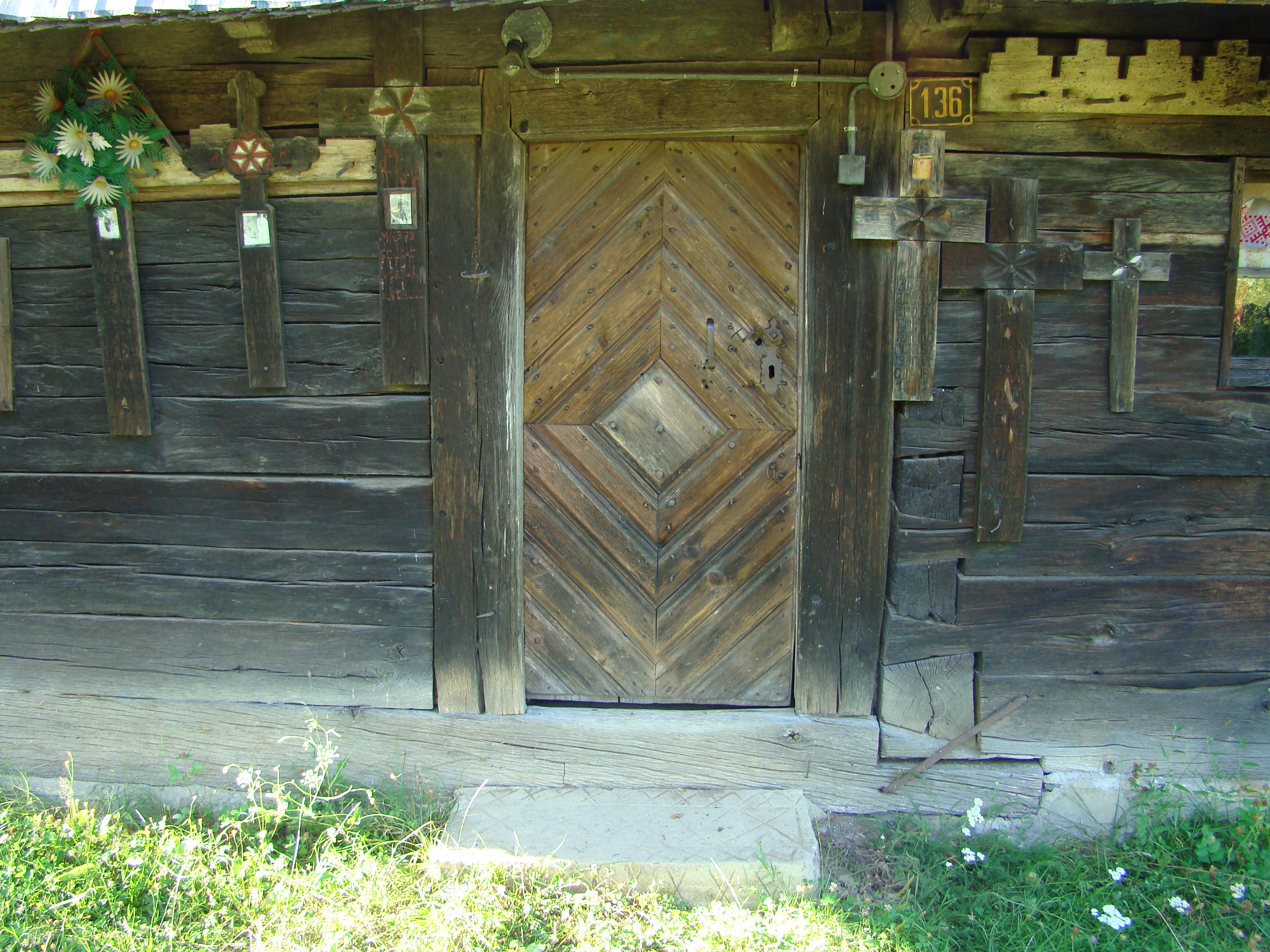
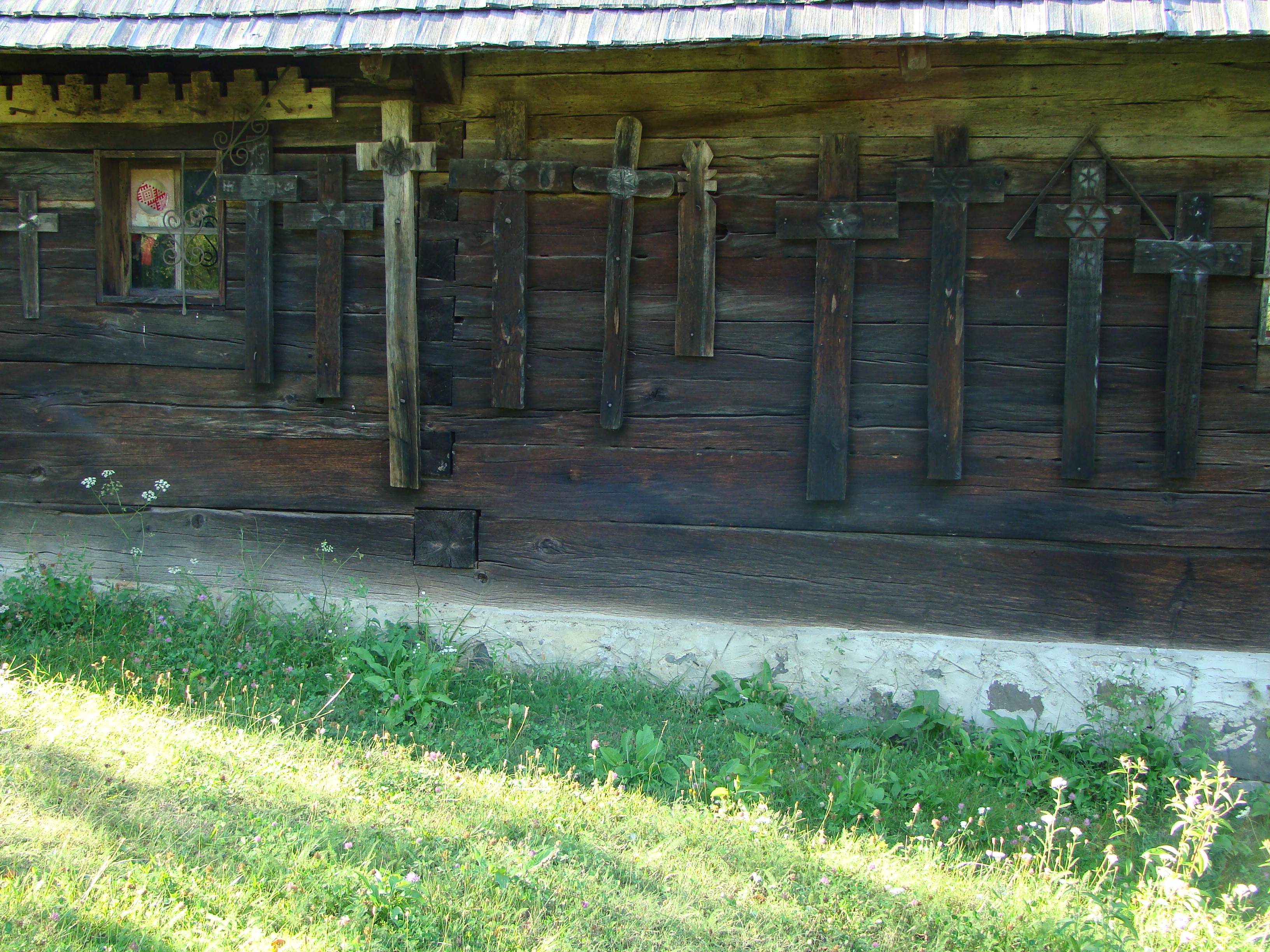
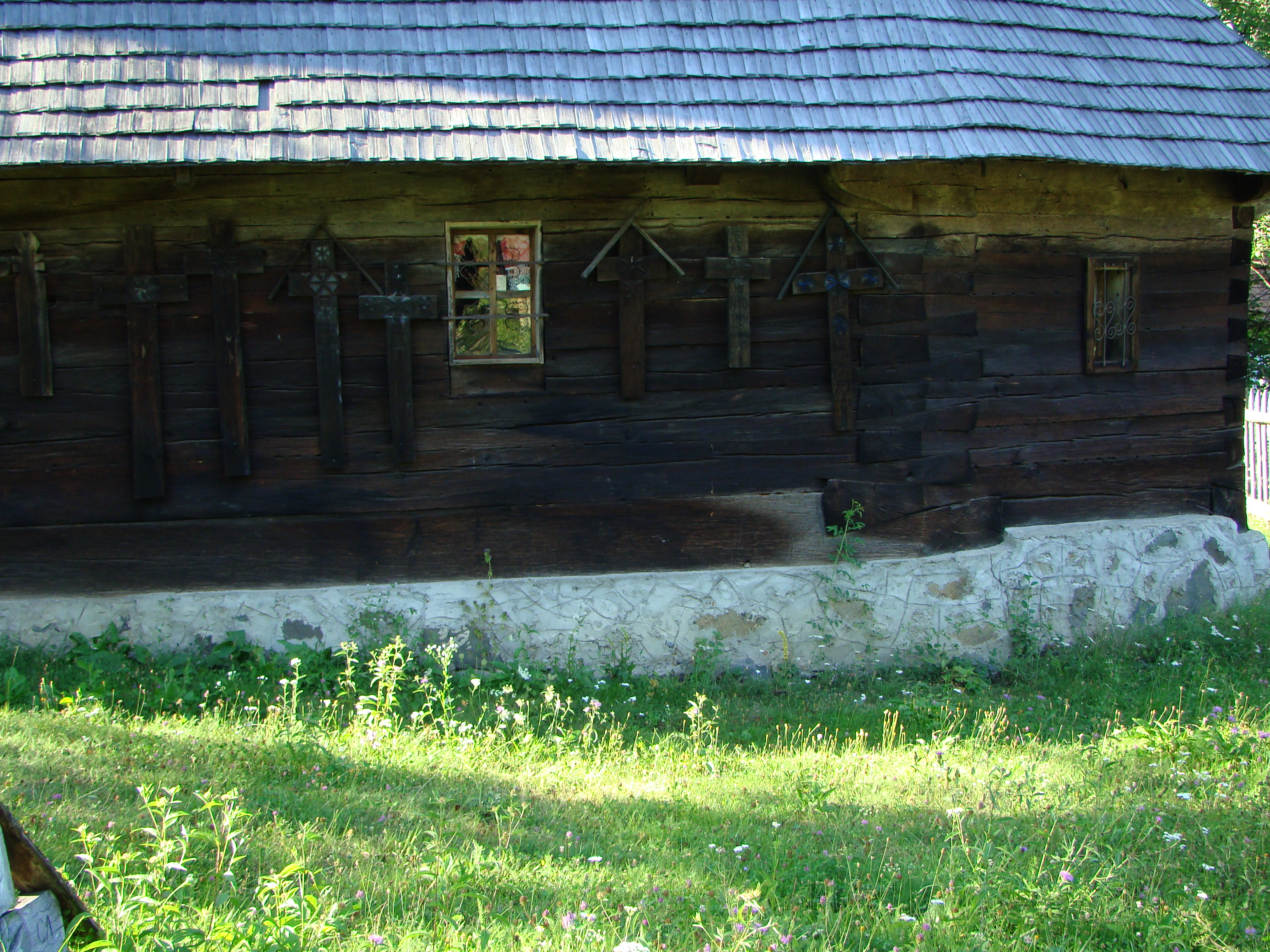
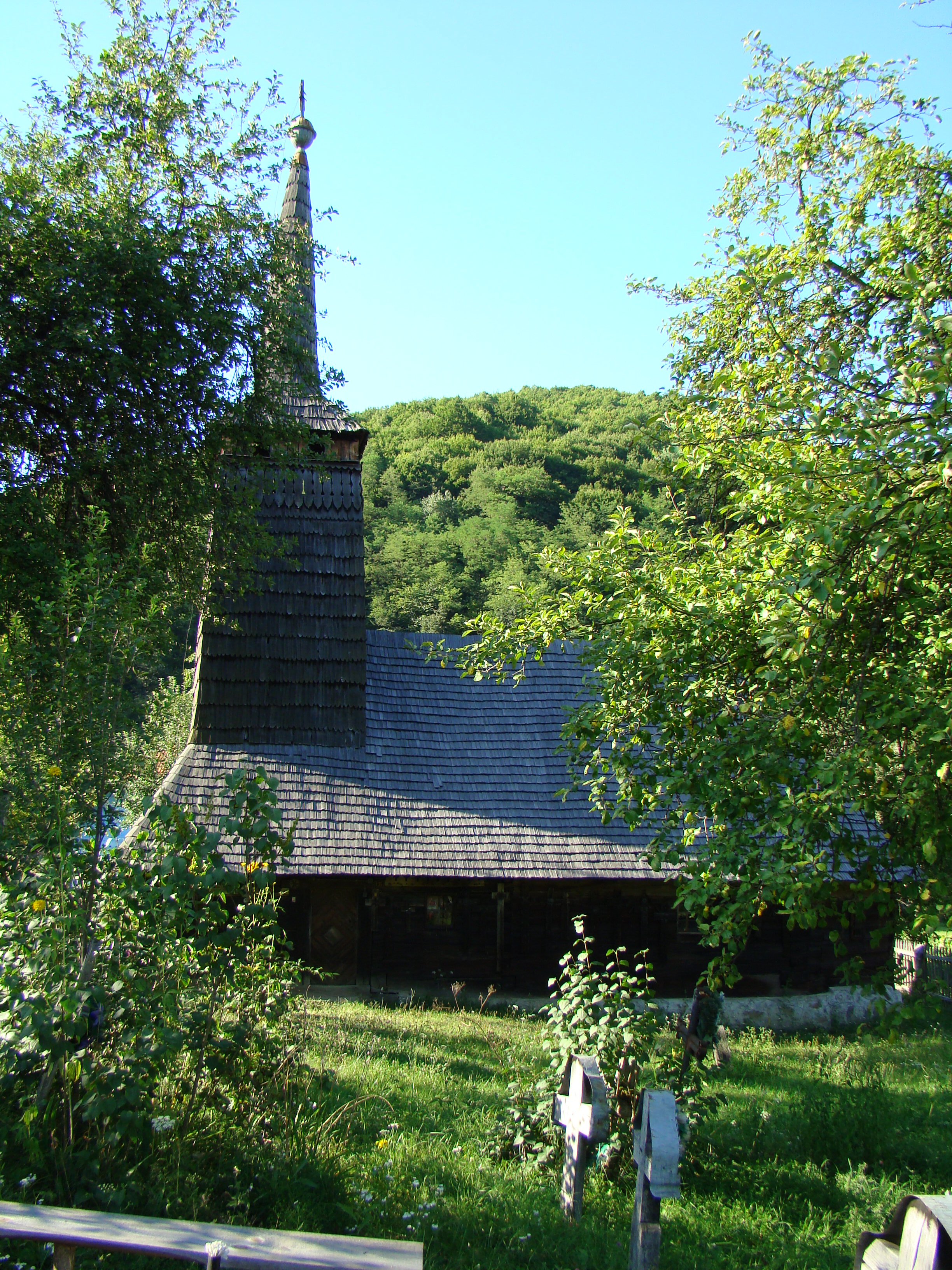
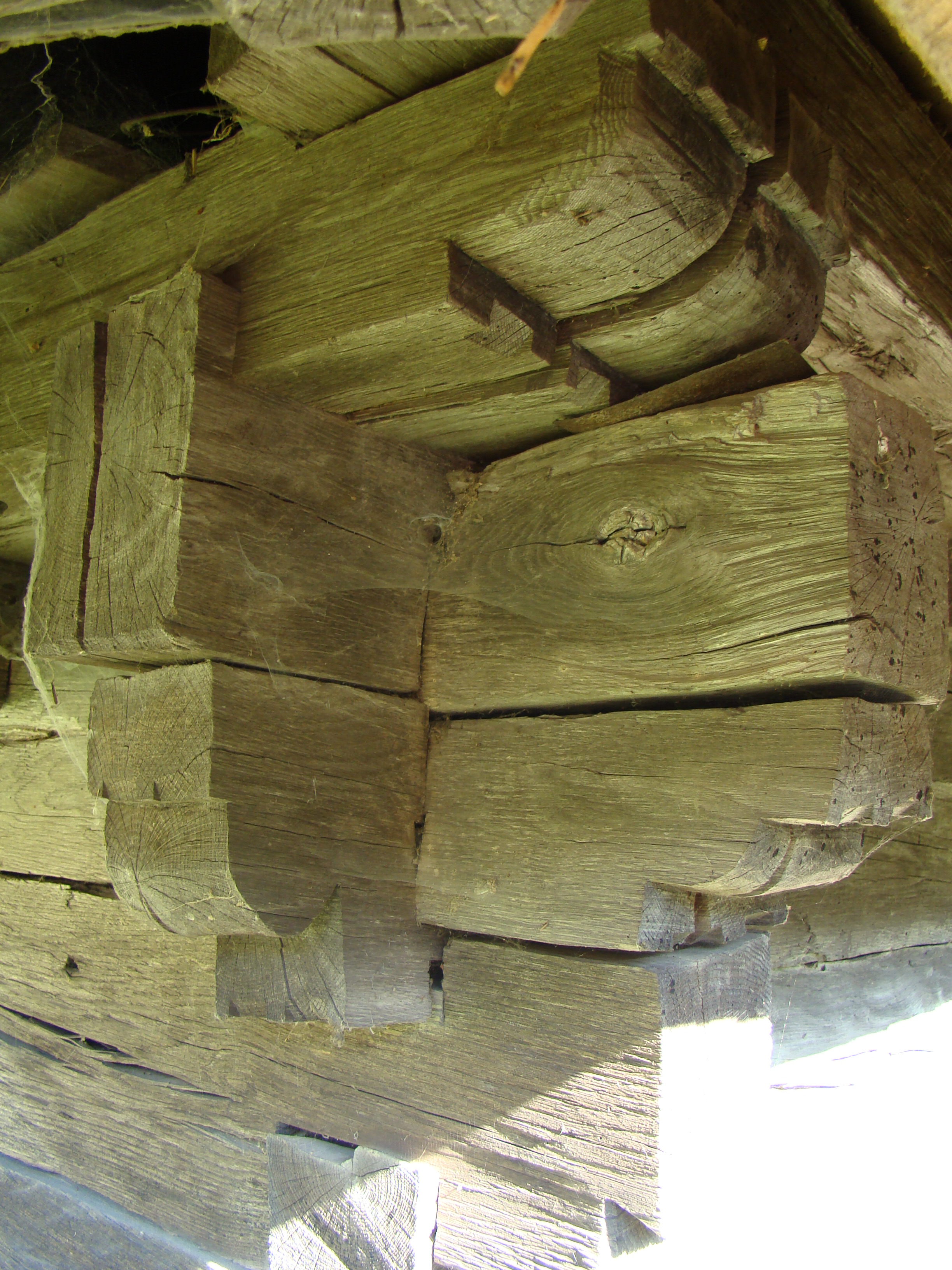
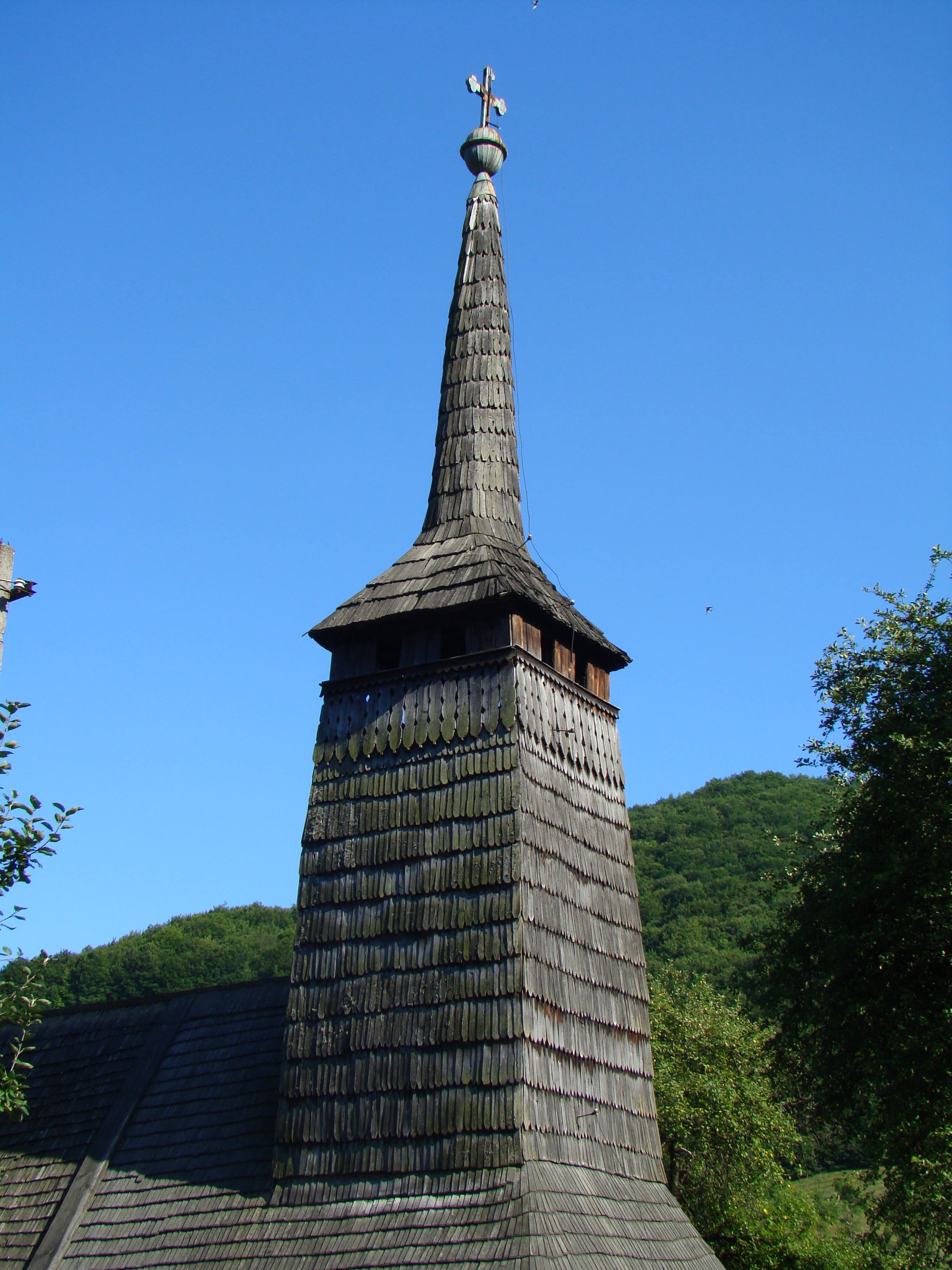
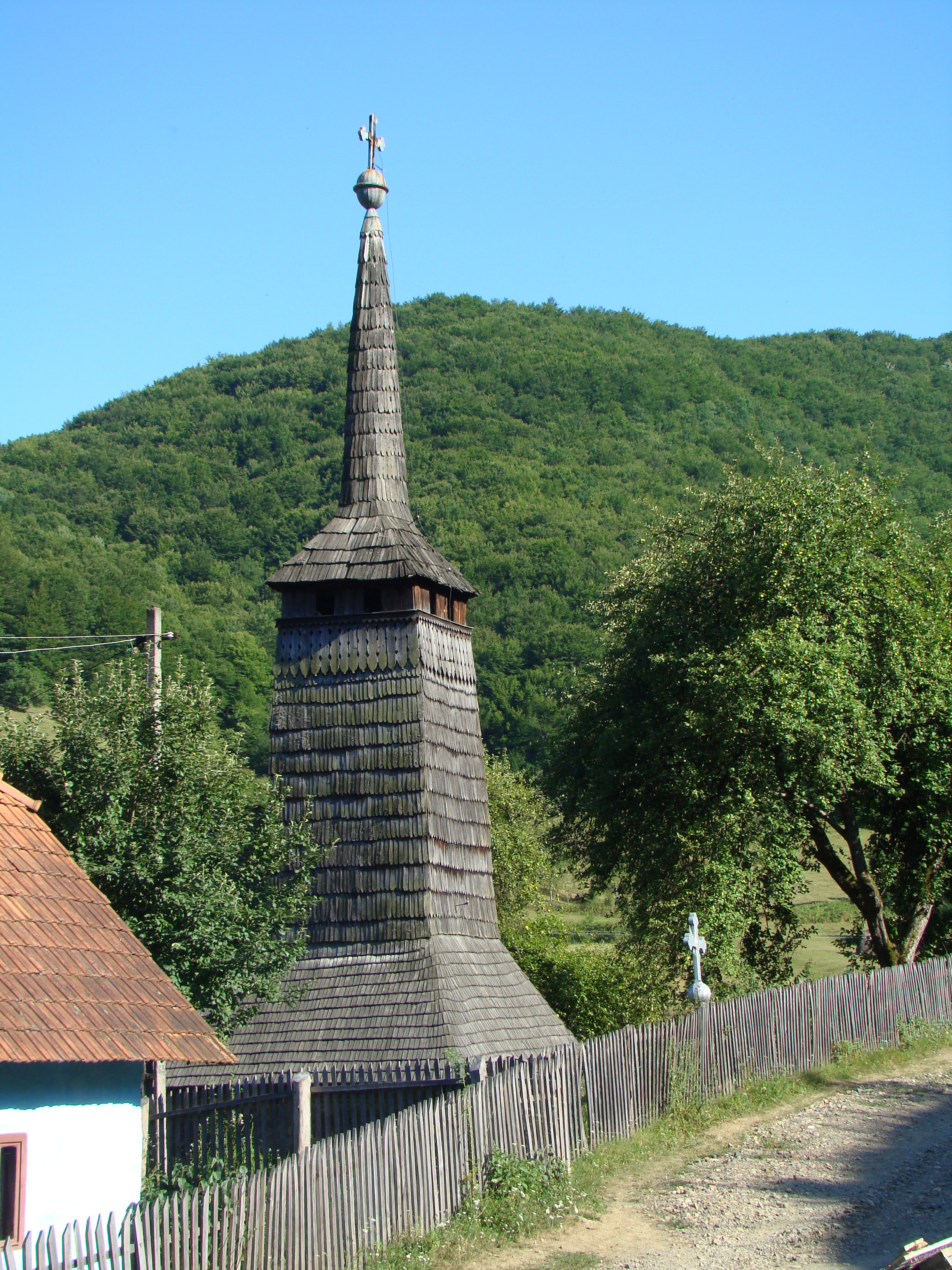